# Danh sách loài nhện trong họ Araneidae
Danh sách này liệt kê các loài nhện trong họ Araneidae.

## Acacesia
Acacesia Simon, 1895
- Acacesia benigna Glueck, 1994
- Acacesia graciosa Lise & Braul, 1996
- Acacesia hamata (Hentz, 1847) *
- Acacesia tenella (L. Koch, 1871)
- Acacesia villalobosi Glueck, 1994
- Acacesia yacuiensis Glueck, 1994

## Acantharachne
Acantharachne Tullgren, 1910
- Acantharachne cornuta Tullgren, 1910 *
- Acantharachne giltayi Lessert, 1938
- Acantharachne lesserti Giltay, 1930
- Acantharachne madecassa Emerit, 2000
- Acantharachne milloti Emerit, 2000
- Acantharachne psyche Strand, 1913
- Acantharachne regalis Hirst, 1925
- Acantharachne seydeli Giltay, 1935

## Acanthepeira
Acanthepeira Marx, 1883
- Acanthepeira cherokee Levi, 1976
- Acanthepeira labidura (Mello-Leitão, 1943)
- Acanthepeira marion Levi, 1976
- Acanthepeira stellata (Walckenaer, 1805) *
- Acanthepeira venusta (Banks, 1896)

## Acroaspis
Acroaspis Karsch, 1878
- Acroaspis olorina Karsch, 1878 *
- Acroaspis tuberculifera Thorell, 1881

## Acrosomoides
Acrosomoides Simon, 1887
- Acrosomoides acrosomoides (O. P.-Cambridge, 1879)
- Acrosomoides linnaei (Walckenaer, 1842) *
- Acrosomoides tetraedrus (Walckenaer, 1842)

## Actinacantha
Actinacantha Simon, 1864
- Actinacantha globulata (Walckenaer, 1842) *

## Actinosoma
Actinosoma Holmberg, 1883
- Actinosoma pentacanthum (Walckenaer, 1842) *

## Aculepeira
Aculepeira Chamberlin & Ivie, 1942
- Aculepeira aculifera (O. P.-Cambridge, 1889)
- Aculepeira albovittata (Mello-Leitão, 1941)
- Aculepeira angeloi Álvares, Loyola & De Maria, 2005
- Aculepeira apa Levi, 1991
- Aculepeira armida (Audouin, 1826)
  - Aculepeira armida orientalis (Kulczyn'ski, 1901)
  - Aculepeira armida pumila (Simon, 1929)
- Aculepeira azul Levi, 1991
- Aculepeira busu Levi, 1991
- Aculepeira carbonaria (L. Koch, 1869)
  - Aculepeira carbonaria fulva (Franganillo, 1913)
  - Aculepeira carbonaria sinensis (Schenkel, 1953)
- Aculepeira carbonarioides (Keyserling, 1892)
- Aculepeira ceropegia (Walckenaer, 1802)
- Aculepeira escazu Levi, 1991
- Aculepeira gravabilis (O. P.-Cambridge, 1889)
- Aculepeira lapponica (Holm, 1945)
- Aculepeira luosangensis Yin et al., 1990
- Aculepeira machu Levi, 1991
- Aculepeira matsudae Tanikawa, 1994
- Aculepeira packardi (Thorell, 1875) *
- Aculepeira taibaishanensis Zhu & Wang, 1995
- Aculepeira talishia (Zawadsky, 1902)
- Aculepeira travassosi (Soares & Camargo, 1948)
- Aculepeira visite Levi, 1991
- Aculepeira vittata (Gerschman & Schiapelli, 1948)

## Acusilas
Acusilas Simon, 1895
- Acusilas africanus Simon, 1895
- Acusilas callidus Schmidt & Scharff, 2008
- Acusilas coccineus Simon, 1895 *
- Acusilas dahoneus Barrion & Litsinger, 1995
- Acusilas lepidus (Thorell, 1898)
- Acusilas malaccensis Murphy & Murphy, 1983
- Acusilas spiralis Schmidt & Scharff, 2008
- Acusilas vei Schmidt & Scharff, 2008
- Acusilas vilei Schmidt & Scharff, 2008

## Aerea
Aerea Urquhart, 1891
- Aerea alticephala Urquhart, 1891 *
- Aerea magnifica Urquhart, 1893

## Aethriscus
Aethriscus Pocock, 1902
- Aethriscus olivaceus Pocock, 1902 *
- Aethriscus pani Lessert, 1930

## Aethrodiscus
Aethrodiscus Strand, 1913
- Aethrodiscus transversalis Strand, 1913 *

## Aetrocantha
Aetrocantha Karsch, 1879
- Aetrocantha falkensteini Karsch, 1879 *

## Afracantha
Afracantha Dahl, 1914
- Afracantha camerunensis (Thorell, 1899) *

## Agalenatea
Agalenatea Archer, 1951
- Agalenatea liriope (L. Koch, 1875)
- Agalenatea redii (Scopoli, 1763) *

## Alenatea
Alenatea Song & Zhu, 1999
- Alenatea fuscocolorata (Bösenberg & Strand, 1906) *
- Alenatea touxie Song & Zhu, 1999
- Alenatea wangi Zhu & Song, 1999

## Allocyclosa
Allocyclosa Levi, 1999
- Allocyclosa bifurca (McCook, 1887) *

## Alpaida
Alpaida O. P.-Cambridge, 1889
- Alpaida acuta (Keyserling, 1865)
- Alpaida albocincta (Mello-Leitão, 1945)
- Alpaida almada Levi, 1988
- Alpaida alticeps (Keyserling, 1879)
- Alpaida alto Levi, 1988
- Alpaida alvarengai Levi, 1988
- Alpaida amambay Levi, 1988
- Alpaida anchicaya Levi, 1988
- Alpaida angra Levi, 1988
- Alpaida antonio Levi, 1988
- Alpaida atomaria (Simon, 1895)
- Alpaida banos Levi, 1988
- Alpaida biasii Levi, 1988
- Alpaida bicornuta (Taczanowski, 1878)
- Alpaida bischoffi Levi, 1988
- Alpaida boa Levi, 1988
- Alpaida boraceia Levi, 1988
- Alpaida cachimbo Levi, 1988
- Alpaida cali Levi, 1988
- Alpaida calotypa (Chamberlin, 1916)
- Alpaida canela Levi, 1988
- Alpaida canoa Levi, 1988
- Alpaida carminea (Taczanowski, 1878)
- Alpaida caxias Levi, 1988
- Alpaida chaco Levi, 1988
- Alpaida championi (O. P.-Cambridge, 1889)
- Alpaida chapada Levi, 1988
- Alpaida chickeringi Levi, 1988
- Alpaida cisneros Levi, 1988
- Alpaida citrina (Keyserling, 1892)
- Alpaida conica O. P.-Cambridge, 1889 *
- Alpaida constant Levi, 1988
- Alpaida coroico Levi, 1988
- Alpaida costai Levi, 1988
- Alpaida cuiaba Levi, 1988
- Alpaida cuyabeno Levi, 1988
- Alpaida darlingtoni Levi, 1988
- Alpaida deborae Levi, 1988
- Alpaida delicata (Keyserling, 1892)
- Alpaida dominica Levi, 1988
- Alpaida eberhardi Levi, 1988
- Alpaida elegantula (Archer, 1965)
- Alpaida ericae Levi, 1988
- Alpaida erythrothorax (Taczanowski, 1873)
- Alpaida gallardoi Levi, 1988
- Alpaida gracia Levi, 1988
- Alpaida graphica (O. P.-Cambridge, 1889)
- Alpaida grayi (Blackwall, 1863)
- Alpaida guimaraes Levi, 1988
- Alpaida gurupi Levi, 1988
- Alpaida guto Abrahim & Bonaldo, 2008
- Alpaida haligera (Archer, 1971)
- Alpaida hartliebi Levi, 1988
- Alpaida hoffmanni Levi, 1988
- Alpaida holmbergi Levi, 1988
- Alpaida iguazu Levi, 1988
- Alpaida iquitos Levi, 1988
- Alpaida itapua Levi, 1988
- Alpaida itauba Levi, 1988
- Alpaida jacaranda Levi, 1988
- Alpaida kartabo Levi, 1988
- Alpaida keyserlingi Levi, 1988
- Alpaida kochalkai Levi, 1988
- Alpaida lanei Levi, 1988
- Alpaida latro (Fabricius, 1775)
- Alpaida leucogramma (White, 1841)
- Alpaida lomba Levi, 1988
- Alpaida lubinae Levi, 1988
- Alpaida machala Levi, 1988
- Alpaida madeira Levi, 1988
- Alpaida manicata Levi, 1988
- Alpaida marmorata (Taczanowski, 1873)
- Alpaida marta Levi, 1988
- Alpaida mato Levi, 1988
- Alpaida moata (Chamberlin & Ivie, 1936)
- Alpaida moka Levi, 1988
- Alpaida monzon Levi, 1988
- Alpaida morro Levi, 1988
- Alpaida muco Levi, 1988
- Alpaida murtinho Levi, 1988
- Alpaida nadleri Levi, 1988
- Alpaida nancho Levi, 1988
- Alpaida narino Levi, 1988
- Alpaida natal Levi, 1988
- Alpaida navicula (L. Koch, 1871)
- Alpaida negro Levi, 1988
- Alpaida nigrofrenata (Simon, 1895)
- Alpaida niveosigillata (Mello-Leitão, 1941)
- Alpaida nonoai Levi, 1988
- Alpaida octolobata Levi, 1988
- Alpaida oliverioi (Soares & Camargo, 1948)
- Alpaida orgaos Levi, 1988
- Alpaida pedro Levi, 1988
- Alpaida picchu Levi, 1988
- Alpaida quadrilorata (Simon, 1897)
- Alpaida queremal Levi, 1988
- Alpaida rioja Levi, 1988
- Alpaida rosa Levi, 1988
- Alpaida rossi Levi, 1988
- Alpaida rostratula (Keyserling, 1892)
- Alpaida rubellula (Keyserling, 1892)
- Alpaida sandrei (Simon, 1895)
- Alpaida santosi Levi, 1988
- Alpaida schneblei Levi, 1988
- Alpaida scriba (Mello-Leitão, 1940)
- Alpaida septemmammata (O. P.-Cambridge, 1889)
- Alpaida sevilla Levi, 1988
- Alpaida silencio Levi, 1988
- Alpaida simla Levi, 1988
- Alpaida sobradinho Levi, 1988
- Alpaida sulphurea (Taczanowski, 1873)
- Alpaida sumare Levi, 1988
- Alpaida tabula (Simon, 1895)
- Alpaida tayos Levi, 1988
- Alpaida thaxteri Levi, 1988
- Alpaida tijuca Levi, 1988
- Alpaida trilineata (Taczanowski, 1878)
- Alpaida trispinosa (Keyserling, 1892)
- Alpaida truncata (Keyserling, 1865)
  - Alpaida truncata obscura (Caporiacco, 1948)
  - Alpaida truncata sexmaculata (Caporiacco, 1948)
- Alpaida tullgreni (Caporiacco, 1955)
- Alpaida tuonabo (Chamberlin & Ivie, 1936)
- Alpaida urucuca Levi, 1988
- Alpaida utcuyacu Levi, 1988
- Alpaida utiariti Levi, 1988
- Alpaida vanzolinii Levi, 1988
- Alpaida variabilis (Keyserling, 1864)
- Alpaida veniliae (Keyserling, 1865)
- Alpaida vera Levi, 1988
- Alpaida versicolor (Keyserling, 1877)
- Alpaida wenzeli (Simon, 1897)
- Alpaida weyrauchi Levi, 1988
- Alpaida xavantina Levi, 1988
- Alpaida yotoco Levi, 1988
- Alpaida yucuma Levi, 1988
- Alpaida yungas Levi, 1988
- Alpaida yuto Levi, 1988

## Amazonepeira
Amazonepeira Levi, 1989
- Amazonepeira beno Levi, 1994
- Amazonepeira callaria (Levi, 1991)
- Amazonepeira herrera Levi, 1989 *
- Amazonepeira manaus Levi, 1994
- Amazonepeira masaka Levi, 1994

## Anepsion
Anepsion Strand, 1929
- Anepsion buchi Chrysanthus, 1969
- Anepsion depressum (Thorell, 1877)
  - Anepsion depressum birmanicum (Thorell, 1895)
- Anepsion fuscolimbatum (Simon, 1901)
- Anepsion hammeni Chrysanthus, 1969
- Anepsion jacobsoni Chrysanthus, 1961
- Anepsion japonicum Yaginuma, 1962
- Anepsion maculatum (Thorell, 1897)
- Anepsion maritatum (O. P.-Cambridge, 1877)
- Anepsion peltoides (Thorell, 1878)
- Anepsion reimoseri Chrysanthus, 1961
- Anepsion rhomboides (L. Koch, 1867) *
- Anepsion roeweri Chrysanthus, 1961
- Anepsion semialbum (Simon, 1880)
- Anepsion villosum (Thorell, 1877)
- Anepsion wichmanni (Kulczyn'ski, 1911)
- Anepsion wolffi Chrysanthus, 1969

## Arachnura
Arachnura Vinson, 1863
- Arachnura angura Tikader, 1970
- Arachnura caudatella Roewer, 1942
- Arachnura feredayi (L. Koch, 1872)
- Arachnura heptotubercula Yin, Hu & Wang, 1983
- Arachnura higginsi (L. Koch, 1872)
- Arachnura logio Yaginuma, 1956
- Arachnura melanura Simon, 1867
- Arachnura perfissa (Thorell, 1895)
- Arachnura pygmaea (Thorell, 1890)
- Arachnura quinqueapicata Strand, 1911
- Arachnura scorpionoides Vinson, 1863 *
- Arachnura simoni Berland, 1924
- Arachnura spinosa (Saito, 1933)

## Araneus
Araneus Clerck, 1757
- Araneus aballensis (Strand, 1906)
- Araneus abeicus Levi, 1991
- Araneus abigeatus Levi, 1975
- Araneus acachmenus Rainbow, 1916
- Araneus acolla Levi, 1991
- Araneus acrocephalus (Thorell, 1887)
- Araneus acronotus (Grube, 1861)
- Araneus acropygus (Thorell, 1877)
- Araneus acuminatus (L. Koch, 1872)
- Araneus acusisetus Zhu & Song, 1994
- Araneus adiantiformis Caporiacco, 1941
- Araneus adjuntaensis (Petrunkevitch, 1930)
- Araneus aethiopicus (Roewer, 1961)
- Araneus aethiopissa Simon, 1907
- Araneus affinis Zhu, Tu & Hu, 1988
- Araneus agastus Rainbow, 1916
- Araneus akakensis (Strand, 1906)
- Araneus aksuensis Yin, Xie & Bao, 1996
- Araneus albabdominalis Zhu et al., 2005
- Araneus albiaculeis (Strand, 1906)
- Araneus albidus (L. Koch, 1871)
- Araneus albilunatus Roewer, 1961
- Araneus albomaculatus Yin et al., 1990
- Araneus alboquadratus Dyal, 1935
- Araneus albotriangulus (Keyserling, 1887)
- Araneus alboventris (Emerton, 1884)
- Araneus alhue Levi, 1991
- Araneus allani Levi, 1973
- Araneus alsine (Walckenaer, 1802)
- Araneus altitudinum Caporiacco, 1934
- Araneus amabilis Tanikawa, 2001
- Araneus amblycyphus Simon, 1908
- Araneus amurius Bakhvalov, 1981
- Araneus amygdalaceus (Keyserling, 1864)
- Araneus ana Levi, 1991
- Araneus anantnagensis Tikader & Bal, 1981
- Araneus anaspastus (Thorell, 1892)
- Araneus anatipes (Keyserling, 1887)
- Araneus ancurus Zhu, Tu & Hu, 1988
- Araneus andrewsi (Archer, 1951)
- Araneus anguinifer (F. O. P.-Cambridge, 1904)
- Araneus angulatus Clerck, 1757 *
  - Araneus angulatus afolius (Franganillo, 1909)
  - Araneus angulatus atricolor Simon, 1929
  - Araneus angulatus castaneus (Franganillo, 1909)
  - Araneus angulatus crucinceptus (Franganillo, 1909)
  - Araneus angulatus fuscus (Franganillo, 1909)
  - Araneus angulatus iberoi (Franganillo, 1909)
  - Araneus angulatus levifolius (Franganillo, 1909)
  - Araneus angulatus niger (Franganillo, 1918)
  - Araneus angulatus nitidifolius (Franganillo, 1909)
  - Araneus angulatus pallidus (Franganillo, 1909)
  - Araneus angulatus personatus Simon, 1929
  - Araneus angulatus serifolius (Franganillo, 1909)
- Araneus anjonensis Schenkel, 1963
- Araneus annuliger (Thorell, 1898)
- Araneus annulipes (Lucas, 1838)
- Araneus anuncinatus ochrorufus Franganillo, 1931
- Araneus apache Levi, 1975
- Araneus apicalis (Thorell, 1899)
- Araneus apiculatus (Thorell, 1895)
- Araneus apobleptus Rainbow, 1916
- Araneus appendiculatus (Taczanowski, 1873)
- Araneus apricus (Karsch, 1884)
- Araneus aragua Levi, 2008
- Araneus aralis Bakhvalov, 1981
- Araneus arenaceus (Keyserling, 1886)
- Araneus arfakianus (Thorell, 1881)
- Araneus arganicola Simon, 1909
- Araneus argentarius Rainbow, 1916
- Araneus arizonensis (Banks, 1900)
- Araneus asiaticus Bakhvalov, 1983
- Araneus aubertorum Berland, 1938
- Araneus aurantiifemuris (Mello-Leitão, 1942)
- Araneus auriculatus Song & Zhu, 1992
- Araneus axacus Levi, 1991
- Araneus badiofoliatus Schenkel, 1963
- Araneus badongensis Song & Zhu, 1992
- Araneus bagamoyensis (Strand, 1906)
- Araneus baicalicus Bakhvalov, 1981
- Araneus balanus (Doleschall, 1859)
- Araneus bandelieri (Simon, 1891)
- Araneus bantaengi Merian, 1911
- Araneus bargusinus Bakhvalov, 1981
- Araneus basalteus Schenkel, 1936
- Araneus bastarensis Gajbe, 2005
- Araneus baul Levi, 1991
- Araneus beebei Petrunkevitch, 1914
- Araneus beijiangensis Hu & Wu, 1989
- Araneus biapicatifer (Strand, 1907)
- Araneus bicavus Zhu & Wang, 1994
- Araneus bicentenarius (McCook, 1888)
- Araneus bigibbosus (O. P.-Cambridge, 1885)
- Araneus bihamulus Zhu et al., 2005
- Araneus bilunifer Pocock, 1900
- Araneus bimaculicollis Hu, 2001
- Araneus bimini Levi, 1991
- Araneus biprominens Yin, Wang & Xie, 1989
- Araneus bipunctatus (Thorell, 1898)
  - Araneus bipunctatus Franganillo, 1931
- Araneus bispinosus (Keyserling, 1885)
- Araneus bivittatus (Walckenaer, 1842)
- Araneus blaisei Simon, 1909
- Araneus blochmanni (Strand, 1907)
- Araneus blumenau Levi, 1991
- Araneus boerneri (Strand, 1907)
  - Araneus boerneri clavimaculus (Strand, 1907)
  - Araneus boerneri obscurellus (Strand, 1907)
- Araneus boesenbergi (Fox, 1938)
- Araneus bogotensis (Keyserling, 1864)
- Araneus boneti Levi, 1991
- Araneus bonsallae (McCook, 1894)
- Araneus borealis Tanikawa, 2001
- Araneus boreus Uyemura & Yaginuma, 1972
- Araneus bosmani Simon, 1903
- Araneus bradleyi (Keyserling, 1887)
- Araneus braueri (Strand, 1906)
- Araneus brisbanae (L. Koch, 1867)
- Araneus bryantae Brignoli, 1983
- Araneus bufo (Denis, 1941)
- Araneus caballo Levi, 1991
- Araneus calusa Levi, 1973
- Araneus camilla (Simon, 1889)
- Araneus canacus Berland, 1931
- Araneus canalae Berland, 1924
- Araneus canestrinii (Thorell, 1873)
- Araneus caplandensis (Strand, 1907)
- Araneus carabellus (Strand, 1913)
- Araneus carchi Levi, 1991
- Araneus cardioceros Pocock, 1899
- Araneus carimagua Levi, 1991
- Araneus carnifex (O. P.-Cambridge, 1885)
- Araneus carroll Levi, 1973
- Araneus castilho Levi, 1991
- Araneus catillatus (Thorell, 1895)
- Araneus catospilotus Simon, 1907
- Araneus caudifer Kulczyn'ski, 1911
- Araneus cavaticus (Keyserling, 1881)
- Araneus celebensis Merian, 1911
- Araneus cercidius Yin et al., 1990
- Araneus cereolus (Simon, 1886)
- Araneus chiapas Levi, 1991
- Araneus chiaramontei Caporiacco, 1940
- Araneus chingaza Levi, 1991
- Araneus chunhuaia Zhu, Tu & Hu, 1988
- Araneus chunlin Yin et al., 2009
- Araneus cingulatus (Walckenaer, 1842)
- Araneus circe (Audouin, 1826)
  - Araneus circe strandi (Kolosváry, 1935)
- Araneus circellus Song & Zhu, 1992
- Araneus circulissparsus (Keyserling, 1887)
- Araneus circumbasilaris Yin et al., 1990
- Araneus coccinella Pocock, 1898
- Araneus cochise Levi, 1973
- Araneus cohnae Levi, 1991
- Araneus colima Levi, 1991
- Araneus colubrinus Song & Zhu, 1992
- Araneus compsus (Soares & Camargo, 1948)
- Araneus comptus Rainbow, 1916
  - Araneus comptus fuscocapitatus Rainbow, 1916
- Araneus concepcion Levi, 1991
- Araneus concinnus Rainbow, 1900
- Araneus concoloratus (F. O. P.-Cambridge, 1904)
- Araneus corbita (L. Koch, 1871)
- Araneus corporosus (Keyserling, 1892)
- Araneus corticaloides (Roewer, 1955)
- Araneus corticarius (Emerton, 1884)
- Araneus crinitus (Rainbow, 1893)
- Araneus crispulus Tullgren, 1952
- Araneus cristobal Levi, 1991
- Araneus cuiaba Levi, 1991
- Araneus cungei Bakhvalov, 1974
- Araneus cyclops Caporiacco, 1940
- Araneus cyphoxis Simon, 1908
- Araneus cyrtarachnoides (Keyserling, 1887)
- Araneus daozhenensis Zhu et al., 2005
- Araneus dayongensis Yin et al., 1990
- Araneus decaisnei (Lucas, 1863)
- Araneus decentellus (Strand, 1907)
- Araneus decolor (L. Koch, 1871)
- Araneus decoratus (Thorell, 1899)
- Araneus demoniacus Caporiacco, 1939
- Araneus depressatulus (Roewer, 1942)
- Araneus desierto Levi, 1991
- Araneus detrimentosus (O. P.-Cambridge, 1889)
- Araneus diabrosis (Walckenaer, 1842)
- Araneus diadematoides Zhu, Tu & Hu, 1988
- Araneus diadematus Clerck, 1757
  - Araneus diadematus islandicus (Strand, 1906)
  - Araneus diadematus nemorosus Simon, 1929
  - Araneus diadematus soror (Simon, 1874)
  - Araneus diadematus stellatus (C. L. Koch, 1836)
- Araneus dianiphus Rainbow, 1916
  - Araneus dianiphus xanthostichus Rainbow, 1916
- Araneus diffinis Zhu, Tu & Hu, 1988
- Araneus dimidiatus (L. Koch, 1871)
- Araneus diversicolor (Rainbow, 1893)
- Araneus doenitzellus (Strand, 1906)
- Araneus dofleini (Bösenberg & Strand, 1906)
- Araneus dospinolongus Barrion & Litsinger, 1995
- Araneus dreisbachi Levi, 1991
- Araneus drygalskii (Strand, 1909)
- Araneus ealensis Giltay, 1935
- Araneus eburneiventris (Simon, 1908)
- Araneus eburnus (Keyserling, 1886)
- Araneus ejusmodi Bösenberg & Strand, 1906
- Araneus elatatus (Strand, 1911)
- Araneus elizabethae Levi, 1991
- Araneus ellipticus (Tikader & Bal, 1981)
- Araneus elongatus Yin, Wang & Xie, 1989
- Araneus emmae Simon, 1900
- Araneus enucleatus (Karsch, 1879)
- Araneus enyoides (Thorell, 1877)
- Araneus excavatus Franganillo, 1930
- Araneus expletus (O. P.-Cambridge, 1889)
- Araneus exsertus Rainbow, 1904
- Araneus fastidiosus (Keyserling, 1887)
- Araneus favorabilis Rainbow, 1916
- Araneus faxoni (Bryant, 1940)
- Araneus felinus (Butler, 1876)
- Araneus fengshanensis Zhu & Song, 1994
- Araneus ferganicus Bakhvalov, 1983
- Araneus ferrugineus (Thorell, 1877)
- Araneus fictus (Rainbow, 1896)
- Araneus finneganae Berland, 1938
- Araneus fishoekensis (Strand, 1909)
- Araneus fistulosus Franganillo, 1930
- Araneus flagelliformis Zhu & Yin, 1998
- Araneus flavisternis (Thorell, 1878)
  - Araneus flavisternis momiensis (Thorell, 1881)
- Araneus flavopunctatus (L. Koch, 1871)
- Araneus flavosellatus Simon, 1895
- Araneus flavosignatus (Roewer, 1942)
- Araneus flavus (O. P.-Cambridge, 1894)
- Araneus floriatus Hogg, 1914
- Araneus formosellus (Roewer, 1942)
- Araneus frio Levi, 1991
- Araneus fronki Levi, 1991
- Araneus frosti (Hogg, 1896)
- Araneus fulvellus (Roewer, 1942)
- Araneus fuscinotus (Strand, 1908)
- Araneus gadus Levi, 1973
- Araneus galero Levi, 1991
- Araneus gazerti (Strand, 1909)
- Araneus geminatus (Thorell, 1881)
- Araneus gemma (McCook, 1888)
- Araneus gemmoides Chamberlin & Ivie, 1935
- Araneus gerais Levi, 1991
- Araneus gestrellus (Strand, 1907)
- Araneus gestroi (Thorell, 1881)
- Araneus gibber (O. P.-Cambridge, 1885)
- Araneus ginninderranus Dondale, 1966
- Araneus goniaeoides (Strand, 1915)
- Araneus goniaeus (Thorell, 1878)
  - Araneus goniaeus virens (Thorell, 1890)
- Araneus graemii Pocock, 1900
- Araneus granadensis (Keyserling, 1864)
- Araneus granti Hogg, 1914
- Araneus gratiolus Yin et al., 1990
- Araneus groenlandicola (Strand, 1906)
- Araneus grossus (C. L. Koch, 1844)
- Araneus guandishanensis Zhu, Tu & Hu, 1988
- Araneus guatemus Levi, 1991
- Araneus guerrerensis Chamberlin & Ivie, 1936
- Araneus guessfeldi (Karsch, 1879)
- Araneus gundlachi (Banks, 1914)
- Araneus gurdus (O. P.-Cambridge, 1885)
- Araneus guttatus (Keyserling, 1865)
- Araneus guttulatus (Walckenaer, 1842)
- Araneus habilis (O. P.-Cambridge, 1889)
- Araneus haematomerus (Gerstäcker, 1873)
- Araneus hamiltoni (Rainbow, 1893)
- Araneus hampei Simon, 1895
- Araneus haploscapellus (Strand, 1907)
- Araneus haruspex (O. P.-Cambridge, 1885)
- Araneus herbeus (Thorell, 1890)
- Araneus hierographicus Simon, 1909
- Araneus himalayanus (Simon, 1889)
- Araneus hirsti Lessert, 1915
- Araneus hirsutulus (Stoliczka, 1869)
- Araneus hispaniola (Bryant, 1945)
- Araneus holzapfelae Lessert, 1936
- Araneus horizonte Levi, 1991
- Araneus hortensis (Blackwall, 1859)
- Araneus hoshi Tanikawa, 2001
- Araneus hotteiensis (Bryant, 1945)
- Araneus huahun Levi, 1991
- Araneus hui Hu, 2001
- Araneus huixtla Levi, 1991
- Araneus humilis (L. Koch, 1867)
- Araneus idoneus (Keyserling, 1887)
- Araneus iguacu Levi, 1991
- Araneus illaudatus (Gertsch & Mulaik, 1936)
- Araneus indistinctus (Doleschall, 1859)
- Araneus inquietus (Keyserling, 1887)
- Araneus interjectus (L. Koch, 1871)
- Araneus inustus (L. Koch, 1871)
- Araneus iriomotensis Tanikawa, 2001
- Araneus isabella (Vinson, 1863)
- Araneus ishisawai Kishida, 1920
- Araneus iviei (Archer, 1951)
- Araneus jalimovi Bakhvalov, 1981
- Araneus jalisco Levi, 1991
- Araneus jamundi Levi, 1991
- Araneus juniperi (Emerton, 1884)
- Araneus kalaharensis Simon, 1910
- Araneus kapiolaniae Simon, 1900
- Araneus karissimbicus (Strand, 1913)
- Araneus kerr Levi, 1981
- Araneus kirgisikus Bakhvalov, 1974
- Araneus kiwuanus (Strand, 1913)
- Araneus klaptoczi Simon, 1908
- Araneus koepckeorum Levi, 1991
- Araneus komi Tanikawa, 2001
- Araneus kraepelini (Lenz, 1891)
- Araneus lacrymosus (Walckenaer, 1842)
- Araneus ladschicola (Strand, 1906)
- Araneus lamperti (Strand, 1907)
- Araneus lancearius (Keyserling, 1887)
- Araneus lanio Levi, 1991
- Araneus lateriguttatus (Karsch, 1879)
- Araneus lathyrinus (Holmberg, 1875)
- Araneus latirostris (Thorell, 1895)
- Araneus leai (Rainbow, 1894)
- Araneus lechugalensis (Keyserling, 1883)
- Araneus legonensis Grasshoff & Edmunds, 1979
- Araneus lenkoi Levi, 1991
- Araneus lenzi (Roewer, 1942)
- Araneus leones Levi, 1991
- Araneus liae Yin et al., 2009
- Araneus liber (Leardi, 1902)
- Araneus liberalis Rainbow, 1902
- Araneus liberiae (Strand, 1906)
- Araneus licenti Schenkel, 1953
- Araneus lineatipes (O. P.-Cambridge, 1889)
- Araneus lineatus Franganillo, 1931
- Araneus linshuensis Yin et al., 1990
- Araneus lintatus Levi, 1991
- Araneus linzhiensis Hu, 2001
- Araneus lithyphantiformis (Kishida, 1910)
- Araneus lixicolor (Thorell, 1895)
- Araneus loczyanus (Lendl, 1898)
- Araneus lodicula (Keyserling, 1887)
- Araneus longicaudus (Thorell, 1877)
- Araneus luteofaciens (Roewer, 1942)
- Araneus lutulentus (Keyserling, 1886)
- Araneus macacus Uyemura, 1961
- Araneus macleayi (Bradley, 1876)
- Araneus madagascaricus (Strand, 1908)
- Araneus mamillanus (Keyserling, 1887)
- Araneus mammatus (Archer, 1951)
- Araneus mangarevoides (Bösenberg & Strand, 1906)
- Araneus margaritae Caporiacco, 1940
- Araneus margitae (Strand, 1917)
- Araneus mariposa Levi, 1973
- Araneus marmoreus Clerck, 1757
  - Araneus marmoreus trapezius (Franganillo, 1913)
- Araneus marmoroides Schenkel, 1953
- Araneus masculus Caporiacco, 1941
- Araneus masoni (Simon, 1887)
- Araneus mastersi (Bradley, 1876)
- Araneus matogrosso Levi, 1991
- Araneus mauensis Caporiacco, 1949
  - Araneus mauensis ocellatus Caporiacco, 1949
- Araneus mayumiae Tanikawa, 2001
- Araneus mazamitla Levi, 1991
- Araneus mbogaensis (Strand, 1913)
- Araneus memoryi Hogg, 1900
- Araneus mendoza Levi, 1991
- Araneus menglunensis Yin et al., 1990
- Araneus meropes (Keyserling, 1865)
- Araneus mertoni (Strand, 1911)
- Araneus metalis (Thorell, 1887)
- Araneus metellus (Strand, 1907)
- Araneus meus (Strand, 1907)
- Araneus miami Levi, 1973
- Araneus microsoma (Banks, 1909)
- Araneus microtuberculatus Petrunkevitch, 1914
- Araneus mimosicola (Simon, 1884)
- Araneus minahassae Merian, 1911
- Araneus miniatus (Walckenaer, 1842)
- Araneus minutalis (Simon, 1889)
- Araneus miquanensis Yin et al., 1990
- Araneus missouri Levi, 2008
- Araneus mitificus (Simon, 1886)
- Araneus monica Levi, 1973
- Araneus monoceros (Thorell, 1895)
- Araneus montereyensis (Archer, 1951)
- Araneus moretonae Levi, 1991
- Araneus mortoni (Urquhart, 1891)
- Araneus morulus (Thorell, 1898)
- Araneus mossambicanus (Pavesi, 1881)
- Araneus motuoensis Yin et al., 1990
- Araneus mulierarius (Keyserling, 1887)
- Araneus musawas Levi, 1991
- Araneus myurus (Thorell, 1877)
- Araneus nacional Levi, 1991
- Araneus nashoba Levi, 1973
- Araneus necopinus (Keyserling, 1887)
- Araneus neocaledonicus Berland, 1924
- Araneus nephelodes (Thorell, 1890)
- Araneus nidus Yin & Gong, 1996
- Araneus nigmanni (Strand, 1906)
- Araneus nigricaudus Simon, 1897
- Araneus nigrodecoratus (Strand, 1908)
- Araneus nigroflavornatus Merian, 1911
- Araneus nigromaculatus Schenkel, 1963
- Araneus nigropunctatus (L. Koch, 1871)
- Araneus nigroquadratus Lawrence, 1937
- Araneus niveus (Hentz, 1847)
- Araneus noegeatus (Thorell, 1895)
- Araneus nojimai Tanikawa, 2001
- Araneus nordmanni (Thorell, 1870)
- Araneus nossibeus (Strand, 1907)
- Araneus notacephalus (Urquhart, 1891)
- Araneus notandus Rainbow, 1912
- Araneus noumeensis (Simon, 1880)
- Araneus novaepommerianae (Strand, 1913)
- Araneus nox (Simon, 1877)
- Araneus nuboso Levi, 1991
- Araneus nympha (Simon, 1889)
- Araneus obscurissimus Caporiacco, 1934
- Araneus obscurtus (Urquhart, 1893)
- Araneus obtusatus (Karsch, 1891)
- Araneus ocaxa Levi, 1991
- Araneus ocellatulus (Roewer, 1942)
- Araneus octodentalis Song & Zhu, 1992
- Araneus ogatai Tanikawa, 2001
- Araneus omnicolor (Keyserling, 1893)
- Araneus orgaos Levi, 1991
- Araneus origenus (Thorell, 1890)
- Araneus oxygaster Caporiacco, 1940
- Araneus oxyurus (Thorell, 1877)
- Araneus paenulatus (O. P.-Cambridge, 1885)
- Araneus pahalgaonensis Tikader & Bal, 1981
- Araneus pahli (Strand, 1906)
- Araneus paitaensis Schenkel, 1953
- Araneus pallasi (Thorell, 1875)
- Araneus pallescens (Lenz, 1891)
- Araneus pallidus (Olivier, 1789)
- Araneus panchganiensis Tikader & Bal, 1981
- Araneus panniferens (O. P.-Cambridge, 1885)
- Araneus papulatus (Thorell, 1887)
- Araneus partitus (Walckenaer, 1842)
- Araneus parvulus Rainbow, 1900
- Araneus parvus (Karsch, 1878)
- Araneus pauxillus (Thorell, 1887)
- Araneus pavlovi Schenkel, 1953
- Araneus pecuensis (Karsch, 1881)
- Araneus pegnia (Walckenaer, 1842)
- Araneus pellax (O. P.-Cambridge, 1885)
- Araneus penai Levi, 1991
- Araneus pentagrammicus (Karsch, 1879)
- Araneus perincertus Caporiacco, 1947
- Araneus petersi (Karsch, 1878)
- Araneus pfeifferae (Thorell, 1877)
- Araneus phaleratus (Urquhart, 1893)
- Araneus phlyctogena Simon, 1907
- Araneus phyllonotus (Thorell, 1887)
- Araneus pichoni Schenkel, 1963
- Araneus pico Levi, 1991
- Araneus pictithorax (Hasselt, 1882)
- Araneus pinguis (Karsch, 1879)
- Araneus pistiger Simon, 1899
- Araneus pius (Karsch, 1878)
- Araneus plenus Yin et al., 2009
- Araneus pogisa (Marples, 1957)
- Araneus poltyoides Chrysanthus, 1971
- Araneus polydentatus Yin, Griswold & Xu, 2007
- Araneus pontii Caporiacco, 1934
- Araneus popaco Levi, 1991
- Araneus postilena (Thorell, 1878)
- Araneus poumotuus (Strand, 1913)
- Araneus praedatus (O. P.-Cambridge, 1885)
- Araneus praesignis (L. Koch, 1872)
- Araneus prasius (Thorell, 1890)
- Araneus pratensis (Emerton, 1884)
- Araneus principis Simon, 1907
- Araneus pronubus (Rainbow, 1894)
- Araneus prospiciens (Thorell, 1890)
- Araneus providens Kulczyn'ski, 1911
- Araneus prunus Levi, 1973
- Araneus pseudoconicus Schenkel, 1936
- Araneus pseudosturmii Yin et al., 1990
- Araneus pseudoventricosus Schenkel, 1963
- Araneus psittacinus (Keyserling, 1887)
- Araneus pudicus (Thorell, 1898)
- Araneus puebla Levi, 1991
- Araneus pulcherrimus (Roewer, 1942)
- Araneus pulchriformis (Roewer, 1942)
- Araneus punctipedellus (Strand, 1908)
- Araneus pupulus (Thorell, 1890)
- Araneus purus (Simon, 1907)
- Araneus qianshan Zhu, Zhang & Li, 1998
- Araneus quadratus Clerck, 1757
  - Araneus quadratus minimus (Gétaz, 1889)
  - Araneus quadratus subviridis (Franganillo, 1913)
- Araneus quietus (Keyserling, 1887)
- Araneus quirapan Levi, 1991
- Araneus rabiosulus (Keyserling, 1887)
- Araneus radja (Doleschall, 1857)
- Araneus ragnhildae (Strand, 1917)
- Araneus rainbowi (Roewer, 1942)
- Araneus ramulosus (Keyserling, 1887)
- Araneus rani (Thorell, 1881)
- Araneus rarus (Keyserling, 1887)
- Araneus raui (Strand, 1907)
- Araneus recherchensis (Main, 1954)
- Araneus relicinus (Keyserling, 1887)
- Araneus repetecus Bakhvalov, 1978
- Araneus reversus Hogg, 1914
- Araneus riveti Berland, 1913
- Araneus roseomaculatus Ono, 1992
- Araneus rotundicornis Yaginuma, 1972
- Araneus rotundulus (Keyserling, 1887)
- Araneus royi Roewer, 1961
- Araneus rubicundulus (Keyserling, 1887)
- Araneus rubripunctatus (Rainbow, 1893)
- Araneus rubrivitticeps (Strand, 1911)
- Araneus rufipes (O. P.-Cambridge, 1889)
- Araneus russicus Bakhvalov, 1981
- Araneus ryukyuanus Tanikawa, 2001
- Araneus saccalava (Strand, 1907)
- Araneus saevus (L. Koch, 1872)
- Araneus sagicola (Dönitz & Strand, 1906)
- Araneus salto Levi, 1991
- Araneus sambava (Strand, 1907)
- Araneus santacruziensis Barrion & Litsinger, 1995
- Araneus santarita (Archer, 1951)
- Araneus savesi (Simon, 1880)
- Araneus schneblei Levi, 1991
- Araneus schrencki (Grube, 1861)
- Araneus scutellatus Schenkel, 1963
- Araneus scutifer (Keyserling, 1886)
- Araneus scutigerens Hogg, 1900
- Araneus selva Levi, 1991
- Araneus seminiger (L. Koch, 1878)
- Araneus senicaudatus Simon, 1908
  - Araneus senicaudatus simplex Simon, 1908
- Araneus separatus (Roewer, 1942)
- Araneus septemtuberculatus (Thorell, 1899)
- Araneus sericinus (Roewer, 1942)
- Araneus sernai Levi, 1991
- Araneus shunhuangensis Yin et al., 1990
- Araneus sicki Levi, 1991
- Araneus simillimus Kulczyn'ski, 1911
- Araneus singularis (Urquhart, 1891)
- Araneus sinistrellus (Roewer, 1942)
- Araneus sinuosus (Rainbow, 1893)
- Araneus sogdianus Charitonov, 1969
- Araneus spathurus (Thorell, 1890)
- Araneus speculabundus (L. Koch, 1871)
- Araneus sponsus (Thorell, 1887)
- Araneus squamifer (Keyserling, 1886)
- Araneus stabilis (Keyserling, 1892)
- Araneus stella (Karsch, 1879)
- Araneus stolidus (Keyserling, 1887)
- Araneus strandiellus Charitonov, 1951
- Araneus striatipes (Simon, 1877)
- Araneus strigatellus (Strand, 1908)
- Araneus strupifer (Simon, 1886)
- Araneus sturmi (Hahn, 1831)
- Araneus suavis Rainbow, 1899
- Araneus subflavidus (Urquhart, 1893)
- Araneus subumbrosus Roewer, 1961
- Araneus sulfurinus (Pavesi, 1883)
- Araneus svanetiensis Mcheidze, 1997
- Araneus sydneyicus (Keyserling, 1887)
- Araneus sylvicola (Rainbow, 1897)
- Araneus taigunensis Zhu, Tu & Hu, 1988
- Araneus talasi Bakhvalov, 1970
- Araneus talca Levi, 1991
- Araneus talipedatus (Keyserling, 1887)
- Araneus tambopata Levi, 1991
- Araneus tamerlani (Roewer, 1942)
- Araneus taperae (Mello-Leitão, 1937)
- Araneus tartaricus (Kroneberg, 1875)
- Araneus tatianae Lessert, 1938
- Araneus tatsulokeus Barrion & Litsinger, 1995
- Araneus tellezi Levi, 1991
- Araneus tenancingo Levi, 1991
- Araneus tenerius Yin et al., 1990
- Araneus tengxianensis Zhu & Zhang, 1994
- Araneus tepic Levi, 1991
- Araneus tetraspinulus (Yin et al., 1990)
- Araneus texanus (Archer, 1951)
- Araneus thaddeus (Hentz, 1847)
- Araneus thevenoti Simon, 1895
- Araneus thorelli (Roewer, 1942)
- Araneus tiganus (Chamberlin, 1916)
- Araneus tijuca Levi, 1991
- Araneus tinikdikitus Barrion & Litsinger, 1995
- Araneus titirus Simon, 1896
- Araneus toma (Strand, 1915)
- Araneus tonkinus Simon, 1909
- Araneus toruaigiri Bakhvalov, 1970
- Araneus transversivittiger (Strand, 1907)
- Araneus transversus Rainbow, 1912
- Araneus triangulus (Fox, 1938)
- Araneus tricoloratus Zhu, Tu & Hu, 1988
- Araneus trifolium (Hentz, 1847)
- Araneus trigonophorus (Thorell, 1887)
- Araneus triguttatus (Fabricius, 1793)
- Araneus tschuiskii Bakhvalov, 1974
- Araneus tsurusakii Tanikawa, 2001
- Araneus tubabdominus Zhu & Zhang, 1993
- Araneus tuscarora Levi, 1973
- Araneus ubicki Levi, 1991
- Araneus unanimus (Keyserling, 1879)
- Araneus uniformis (Keyserling, 1879)
- Araneus unistriatus (McCook, 1894)
- Araneus urbanus (Keyserling, 1887)
- Araneus urquharti (Roewer, 1942)
- Araneus ursimorphus (Strand, 1906)
- Araneus uruapan Levi, 1991
- Araneus urubamba Levi, 1991
- Araneus usualis (Keyserling, 1887)
- Araneus uyemurai Yaginuma, 1960
- Araneus variegatus Yaginuma, 1960
- Araneus venatrix (C. L. Koch, 1838)
- Araneus ventricosus (L. Koch, 1878)
  - Araneus ventricosus abikonus Uyemura, 1961
  - Araneus ventricosus globulus Uyemura, 1961
  - Araneus ventricosus hakonensis Uyemura, 1961
  - Araneus ventricosus ishinodai Uyemura, 1961
  - Araneus ventricosus kishuensis Uyemura, 1961
  - Araneus ventricosus montanioides Uyemura, 1961
  - Araneus ventricosus montanus Uyemura, 1961
  - Araneus ventricosus nigelloides Uyemura, 1961
  - Araneus ventricosus nigellus Uyemura, 1961
  - Araneus ventricosus yaginumai Uyemura, 1961
- Araneus ventriosus (Urquhart, 1891)
- Araneus vermimaculatus Zhu & Wang, 1994
- Araneus villa Levi, 1991
- Araneus vincibilis (Keyserling, 1893)
- Araneus viperifer Schenkel, 1963
- Araneus virgunculus (Thorell, 1890)
- Araneus virgus (Fox, 1938)
- Araneus viridisomus (Gravely, 1921)
- Araneus viridiventris Yaginuma, 1969
- Araneus viridulus (Urquhart, 1891)
- Araneus v-notatus (Thorell, 1875)
- Araneus volgeri Simon, 1897
- Araneus vulpinus (Hahn, 1834)
- Araneus vulvarius (Thorell, 1898)
- Araneus walesianus (Karsch, 1878)
- Araneus washingtoni Levi, 1971
- Araneus wokamus (Strand, 1911)
- Araneus woodfordi Pocock, 1898
- Araneus workmani (Keyserling, 1884)
- Araneus wulongensis Song & Zhu, 1992
- Araneus xavantina Levi, 1991
- Araneus xianfengensis Song & Zhu, 1992
- Araneus xizangensis Hu, 2001
- Araneus yadongensis Hu, 2001
- Araneus yapingensis Yin et al., 2009
- Araneus yasudai Tanikawa, 2001
- Araneus yatei Berland, 1924
- Araneus yuanminensis Yin et al., 1990
- Araneus yukon Levi, 1971
- Araneus yunnanensis Yin, Peng & Wang, 1994
- Araneus yuzhongensis Yin et al., 1990
- Araneus zapallar Levi, 1991
- Araneus zebrinus Zhu & Wang, 1994
- Araneus zelus (Strand, 1907)
- Araneus zhangmu Zhang, Song & Kim, 2006
- Araneus zhaoi Zhang & Zhang, 2002
- Araneus zuluanus (Strand, 1907)
- Araneus zygielloides Schenkel, 1963

## Araniella
Araniella Chamberlin & Ivie, 1942
- Araniella alpica (L. Koch, 1869)
- Araniella coreana Namkung, 2002
- Araniella cucurbitina (Clerck, 1757)
- Araniella displicata (Hentz, 1847) *
- Araniella inconspicua (Simon, 1874)
- Araniella jilinensis Yin & Zhu, 1994
- Araniella maderiana (Kulczyn'ski, 1905)
- Araniella opisthographa (Kulczyn'ski, 1905)
- Araniella proxima (Kulczyn'ski, 1885)
- Araniella silesiaca (Fickert, 1876)
- Araniella tbilisiensis (Mcheidze, 1997)
- Araniella yaginumai Tanikawa, 1995

## Aranoethra
Aranoethra Butler, 1873
- Aranoethra butleri Pocock, 1899
- Aranoethra cambridgei (Butler, 1873) *
- Aranoethra ungari Karsch, 1878

## Argiope
Argiope Audouin, 1826
- Argiope acuminata Franganillo, 1920
- Argiope aemula (Walckenaer, 1842)
  - Argiope aemula nigripes Thorell, 1877
- Argiope aetherea (Walckenaer, 1842)
  - Argiope aetherea annulipes Thorell, 1881
- Argiope aetheroides Yin et al., 1989
- Argiope ahngeri Spassky, 1932
- Argiope amoena L. Koch, 1878
- Argiope anasuja Thorell, 1887
- Argiope anomalopalpis Bjørn, 1997
- Argiope appensa (Walckenaer, 1842)
- Argiope argentata (Fabricius, 1775)
- Argiope aurantia Lucas, 1833
- Argiope aurocincta Pocock, 1898
- Argiope australis (Walckenaer, 1805)
- Argiope blanda O. P.-Cambridge, 1898
- Argiope boesenbergi Levi, 1983
- Argiope bougainvilla (Walckenaer, 1847)
- Argiope bruennichi (Scopoli, 1772)
  - Argiope bruennichi nigrofasciata Franganillo, 1910
- Argiope brunnescantia Strand, 1911
- Argiope buehleri Schenkel, 1944
- Argiope bullocki Rainbow, 1908
- Argiope caesarea Thorell, 1897
- Argiope caledonia Levi, 1983
- Argiope cameloides Zhu & Song, 1994
- Argiope catenulata (Doleschall, 1859)
- Argiope chloreis Thorell, 1877
- Argiope comorica Bjørn, 1997
- Argiope coquereli (Vinson, 1863)
- Argiope dietrichae Levi, 1983
- Argiope doboensis Strand, 1911
- Argiope ericae Levi, 2004
- Argiope extensa Rainbow, 1897
- Argiope flavipalpis (Lucas, 1858)
- Argiope florida Chamberlin & Ivie, 1944
- Argiope halmaherensis Strand, 1907
- Argiope intricata Simon, 1877
- Argiope jinghongensis Yin, Peng & Wang, 1994
- Argiope katherina Levi, 1983
- Argiope keyserlingi Karsch, 1878
- Argiope kochi Levi, 1983
- Argiope legionis Motta & Levi, 2009
- Argiope levii Bjørn, 1997
- Argiope lobata (Pallas, 1772) *
  - Argiope lobata retracta Franganillo, 1918
- Argiope luzona (Walckenaer, 1842)
- Argiope macrochoera Thorell, 1891
- Argiope madang Levi, 1984
- Argiope magnifica L. Koch, 1871
- Argiope maja Bösenberg & Strand, 1906
- Argiope mangal Koh, 1991
- Argiope manila Levi, 1983
- Argiope mascordi Levi, 1983
- Argiope minuta Karsch, 1879
- Argiope modesta Thorell, 1881
- Argiope niasensis Strand, 1907
- Argiope ocula Fox, 1938
- Argiope ocyaloides L. Koch, 1871
- Argiope pentagona L. Koch, 1871
- Argiope perforata Schenkel, 1963
- Argiope picta L. Koch, 1871
- Argiope ponape Levi, 1983
- Argiope possoica Merian, 1911
- Argiope probata Rainbow, 1916
- Argiope protensa L. Koch, 1872
- Argiope pulchella Thorell, 1881
- Argiope pulchelloides Yin et al., 1989
- Argiope radon Levi, 1983
- Argiope ranomafanensis Bjørn, 1997
- Argiope reinwardti (Doleschall, 1859)
  - Argiope reinwardti sumatrana (Hasselt, 1882)
- Argiope sapoa Barrion & Litsinger, 1995
- Argiope savignyi Levi, 1968
- Argiope sector (Forsskål, 1776)
- Argiope takum Chrysanthus, 1971
- Argiope tapinolobata Bjørn, 1997
- Argiope taprobanica Thorell, 1887
- Argiope thai Levi, 1983
- Argiope trifasciata (Forsskål, 1775)
  - Argiope trifasciata deserticola Simon, 1906
  - Argiope trifasciata kauaiensis Simon, 1900
- Argiope truk Levi, 1983
- Argiope versicolor (Doleschall, 1859)

## Arkys
Arkys Walckenaer, 1837
- Arkys alatus Keyserling, 1890
- Arkys brevipalpus Karsch, 1878
- Arkys bulburinensis Heimer, 1984
- Arkys cicatricosus (Rainbow, 1920)
- Arkys cornutus L. Koch, 1872
- Arkys coronatus (Balogh, 1978)
- Arkys curtulus (Simon, 1903)
- Arkys dilatatus (Balogh, 1978)
- Arkys furcatus (Balogh, 1978)
- Arkys gracilis Heimer, 1984
- Arkys grandis (Balogh, 1978)
- Arkys hickmani Heimer, 1984
- Arkys kaszabi (Balogh, 1978)
- Arkys lancearius Walckenaer, 1837 *
- Arkys latissimus (Balogh, 1982)
- Arkys montanus (Balogh, 1978)
- Arkys multituberculatus (Balogh, 1982)
- Arkys nimdol Chrysanthus, 1971
- Arkys nitidiceps Simon, 1908
- Arkys occidentalis (Reimoser, 1936)
- Arkys roosdorpi (Chrysanthus, 1971)
- Arkys semicirculatus (Balogh, 1982)
- Arkys sibil (Chrysanthus, 1971)
- Arkys simsoni (Simon, 1893)
- Arkys soosi (Balogh, 1982)
- Arkys toxopeusi (Reimoser, 1936)
- Arkys transversus (Balogh, 1978)
- Arkys tuberculatus (Balogh, 1978)
- Arkys varians (Balogh, 1978)
- Arkys vicarius (Balogh, 1978)
- Arkys walckenaeri Simon, 1879

## Artonis
Artonis Simon, 1895
- Artonis bituberculata (Thorell, 1895) *
- Artonis gallana (Pavesi, 1895)

## Aspidolasius
Aspidolasius Simon, 1887
- Aspidolasius branicki (Taczanowski, 1879) *

## Augusta
Augusta O. P.-Cambridge, 1877
- Augusta glyphica (Guérin, 1839) *

## Austracantha
Austracantha Dahl, 1914
- Austracantha minax (Thorell, 1859) *
  - Austracantha minax astrigera (L. Koch, 1871)
  - Austracantha minax hermitis (Hogg, 1914)
  - Austracantha minax leonhardii (Strand, 1913)
  - Austracantha minax lugubris (L. Koch, 1871)

## Bertrana
Bertrana Keyserling, 1884
- Bertrana abbreviata (Keyserling, 1879)
- Bertrana arena Levi, 1989
- Bertrana benuta Levi, 1994
- Bertrana elinguis (Keyserling, 1883)
- Bertrana laselva Levi, 1989
- Bertrana nancho Levi, 1989
- Bertrana planada Levi, 1989
- Bertrana poa Levi, 1994
- Bertrana rufostriata Simon, 1893
- Bertrana striolata Keyserling, 1884 *
- Bertrana urahua Levi, 1994
- Bertrana vella Levi, 1989

## Caerostris
Caerostris Thorell, 1868
- Caerostris corticosa Pocock, 1902
- Caerostris cowani Butler, 1882
- Caerostris ecclesiigera Butler, 1882
- Caerostris extrusa Butler, 1882
- Caerostris hirsuta (Simon, 1895)
- Caerostris indica Strand, 1915
- Caerostris mayottensis Grasshoff, 1984
- Caerostris mitralis (Vinson, 1863) *
- Caerostris sexcuspidata (Fabricius, 1793)
- Caerostris sumatrana Strand, 1915
- Caerostris vicina (Blackwall, 1866)

## Carepalxis
Carepalxis L. Koch, 1872
- Carepalxis beelzebub (Hasselt, 1873)
- Carepalxis bilobata Keyserling, 1886
- Carepalxis camelus Simon, 1895
- Carepalxis coronata (Rainbow, 1896)
- Carepalxis lichensis Rainbow, 1916
- Carepalxis montifera L. Koch, 1872 *
- Carepalxis perpera (Petrunkevitch, 1911)
- Carepalxis poweri Rainbow, 1916
- Carepalxis salobrensis Simon, 1895
- Carepalxis suberosa Thorell, 1881
- Carepalxis tricuspidata Chrysanthus, 1961
- Carepalxis tuberculata Keyserling, 1886

## Celaenia
Celaenia Thorell, 1868
- Celaenia atkinsoni (O. P.-Cambridge, 1879)
- Celaenia calotoides Rainbow, 1908
- Celaenia distincta (O. P.-Cambridge, 1869)
- Celaenia dubia (O. P.-Cambridge, 1869)
- Celaenia excavata (L. Koch, 1867) *
- Celaenia hectori (O. P.-Cambridge, 1879)
- Celaenia olivacea (Urquhart, 1885)
- Celaenia penna (Urquhart, 1887)
- Celaenia tuberosa (Urquhart, 1889)
- Celaenia tumidosa Urquhart, 1891
- Celaenia voraginosa Urquhart, 1891

## Cercidia
Cercidia Thorell, 1869
- Cercidia levii Marusik, 1985
- Cercidia prominens (Westring, 1851) *
- Cercidia punctigera Simon, 1889

## Chaetacis
Chaetacis Simon, 1895
- Chaetacis abrahami Mello-Leitão, 1948
- Chaetacis aureola (C. L. Koch, 1836) *
- Chaetacis carimagua Levi, 1985
- Chaetacis cornuta (Taczanowski, 1873)
- Chaetacis cucharas Levi, 1985
- Chaetacis incisa (Walckenaer, 1842)
- Chaetacis necopinata (Chickering, 1960)
- Chaetacis osa Levi, 1985
- Chaetacis picta (C. L. Koch, 1836)
- Chaetacis woytkowskii Levi, 1985

## Chorizopes
Chorizopes O. P.-Cambridge, 1870
- Chorizopes anjanes Tikader, 1965
- Chorizopes antongilensis Emerit, 1997
- Chorizopes bengalensis Tikader, 1975
- Chorizopes calciope (Simon, 1895)
- Chorizopes congener O. P.-Cambridge, 1885
- Chorizopes dicavus Yin et al., 1990
- Chorizopes frontalis O. P.-Cambridge, 1870 *
- Chorizopes goosus Yin et al., 1990
- Chorizopes kastoni Gajbe & Gajbe, 2004
- Chorizopes khandaricus Gajbe, 2005
- Chorizopes khanjanes Tikader, 1965
- Chorizopes khedaensis Reddy & Patel, 1993
- Chorizopes madagascariensis Emerit, 1997
- Chorizopes mucronatus Simon, 1895
- Chorizopes nipponicus Yaginuma, 1963
- Chorizopes orientalis Simon, 1909
- Chorizopes pateli Reddy & Patel, 1993
- Chorizopes shimenensis Yin & Peng, 1994
- Chorizopes stoliczkae O. P.-Cambridge, 1885
- Chorizopes tikaderi Sadana & Kaur, 1974
- Chorizopes trimamillatus Schenkel, 1963
- Chorizopes tumens Yin et al., 1990
- Chorizopes wulingensis Yin, Wang & Xie, 1994
- Chorizopes zepherus Zhu & Song, 1994

## Cladomelea
Cladomelea Simon, 1895
- Cladomelea akermani Hewitt, 1923
- Cladomelea debeeri Roff & Dippenaar-Schoeman, 2004
- Cladomelea longipes (O. P.-Cambridge, 1877) *
- Cladomelea ornata Hirst, 1907

## Cnodalia
Cnodalia Thorell, 1890
- Cnodalia harpax Thorell, 1890 *

## Coelossia
Coelossia Simon, 1895
- Coelossia aciculata Simon, 1895 *
- Coelossia trituberculata Simon, 1903

## Colaranea
Colaranea Court & Forster, 1988
- Colaranea brunnea Court & Forster, 1988
- Colaranea melanoviridis Court & Forster, 1988
- Colaranea verutum (Urquhart, 1887)
- Colaranea viriditas (Urquhart, 1887) *

## Collina
Collina Urquhart, 1891
- Collina glabicira Urquhart, 1891 *

## Colphepeira
Colphepeira Archer, 1941
- Colphepeira catawba (Banks, 1911) *

## Cryptaranea
Cryptaranea Court & Forster, 1988
- Cryptaranea albolineata (Urquhart, 1893)
- Cryptaranea atrihastula (Urquhart, 1891)
- Cryptaranea invisibilis (Urquhart, 1892) *
- Cryptaranea stewartensis Court & Forster, 1988
- Cryptaranea subalpina Court & Forster, 1988
- Cryptaranea subcompta (Urquhart, 1887)
- Cryptaranea venustula (Urquhart, 1891)

## Cyclosa
Cyclosa Menge, 1866
- Cyclosa alayoni Levi, 1999
- Cyclosa alba Tanikawa, 1992
- Cyclosa albisternis Simon, 1888
- Cyclosa albopunctata Kulczyn'ski, 1901
- Cyclosa algerica Simon, 1885
- Cyclosa andinas Levi, 1999
- Cyclosa angusta Tanikawa, 1992
- Cyclosa argentata Tanikawa & Ono, 1993
- Cyclosa argenteoalba Bösenberg & Strand, 1906
- Cyclosa atrata Bösenberg & Strand, 1906
- Cyclosa baakea Barrion & Litsinger, 1995
- Cyclosa bacilliformis Simon, 1908
- Cyclosa baloghi Kolosváry, 1934
- Cyclosa banawensis Barrion & Litsinger, 1995
- Cyclosa berlandi Levi, 1999
- Cyclosa bianchoria Yin et al., 1990
- Cyclosa bifida (Doleschall, 1859)
- Cyclosa bifurcata (Walckenaer, 1842)
- Cyclosa bituberculata Biswas & Raychaudhuri, 1998
- Cyclosa bulleri (Thorell, 1881)
- Cyclosa cajamarca Levi, 1999
- Cyclosa caligata (Thorell, 1890)
- Cyclosa camargoi Levi, 1999
- Cyclosa camelodes (Thorell, 1878)
- Cyclosa caroli (Hentz, 1850)
- Cyclosa centrifaciens Hingston, 1927
- Cyclosa centrodes (Thorell, 1887)
- Cyclosa cephalodina Song & Liu, 1996
- Cyclosa chichawatniensis Mukhtar & Mushtaq, 2005
- Cyclosa circumlucens Simon, 1907
- Cyclosa concolor Caporiacco, 1933
- Cyclosa confraga (Thorell, 1892)
- Cyclosa confusa Bösenberg & Strand, 1906
- Cyclosa conica (Pallas, 1772) *
  - Cyclosa conica albifoliata Strand, 1907
  - Cyclosa conica defoliata Strand, 1907
  - Cyclosa conica dimidiata Simon, 1929
  - Cyclosa conica leucomelas Strand, 1907
  - Cyclosa conica pyrenaica Strand, 1907
  - Cyclosa conica zamezai Franganillo, 1909
- Cyclosa conigera F. O. P.-Cambridge, 1904
- Cyclosa coylei Levi, 1999
- Cyclosa cucurbitoria (Yin et al., 1990)
- Cyclosa cucurbitula Simon, 1900
- Cyclosa curiraba Levi, 1999
- Cyclosa cylindrata Yin, Zhu & Wang, 1995
- Cyclosa cylindrifaciens Hingston, 1927
- Cyclosa damingensis Xie, Yin & Kim, 1995
- Cyclosa deserticola Levy, 1998
- Cyclosa dianasilvae Levi, 1999
- Cyclosa diversa (O. P.-Cambridge, 1894)
- Cyclosa dives Simon, 1877
- Cyclosa donking Levi, 1999
- Cyclosa dosbukolea Barrion & Litsinger, 1995
- Cyclosa durango Levi, 1999
- Cyclosa elongata Biswas & Raychaudhuri, 1998
- Cyclosa espumoso Levi, 1999
- Cyclosa fililineata Hingston, 1932
- Cyclosa formosa Karsch, 1879
- Cyclosa formosana Tanikawa & Ono, 1993
- Cyclosa fuliginata (L. Koch, 1872)
- Cyclosa ginnaga Yaginuma, 1959
- Cyclosa groppalii Pesarini, 1998
- Cyclosa gulinensis Xie, Yin & Kim, 1995
- Cyclosa haiti Levi, 1999
- Cyclosa hamulata Tanikawa, 1992
- Cyclosa hexatuberculata Tikader, 1982
- Cyclosa hova Strand, 1907
- Cyclosa huila Levi, 1999
- Cyclosa imias Levi, 1999
- Cyclosa inca Levi, 1999
- Cyclosa informis Yin, Zhu & Wang, 1995
- Cyclosa insulana (Costa, 1834)
- Cyclosa ipilea Barrion & Litsinger, 1995
- Cyclosa jalapa Levi, 1999
- Cyclosa japonica Bösenberg & Strand, 1906
- Cyclosa jose Levi, 1999
- Cyclosa kashmirica Caporiacco, 1934
- Cyclosa kibonotensis Tullgren, 1910
- Cyclosa koi Tanikawa & Ono, 1993
- Cyclosa krusa Barrion & Litsinger, 1995
- Cyclosa kumadai Tanikawa, 1992
- Cyclosa laticauda Bösenberg & Strand, 1906
- Cyclosa lawrencei Caporiacco, 1949
- Cyclosa libertad Levi, 1999
- Cyclosa litoralis (L. Koch, 1867)
- Cyclosa longicauda (Taczanowski, 1878)
- Cyclosa machadinho Levi, 1999
- Cyclosa maderiana Kulczyn'ski, 1899
- Cyclosa maritima Tanikawa, 1992
- Cyclosa mavaca Levi, 1999
- Cyclosa meruensis Tullgren, 1910
- Cyclosa micula (Thorell, 1892)
- Cyclosa minora Yin, Zhu & Wang, 1995
- Cyclosa mocoa Levi, 1999
- Cyclosa mohini Dyal, 1935
- Cyclosa monteverde Levi, 1999
- Cyclosa monticola Bösenberg & Strand, 1906
- Cyclosa moonduensis Tikader, 1963
- Cyclosa morretes Levi, 1999
- Cyclosa mulmeinensis (Thorell, 1887)
- Cyclosa neilensis Tikader, 1977
- Cyclosa nevada Levi, 1999
- Cyclosa nigra Yin et al., 1990
- Cyclosa nodosa (O. P.-Cambridge, 1889)
- Cyclosa norihisai Tanikawa, 1992
- Cyclosa oatesi (Thorell, 1892)
- Cyclosa octotuberculata Karsch, 1879
- Cyclosa oculata (Walckenaer, 1802)
- Cyclosa ojeda Levi, 1999
- Cyclosa okumae Tanikawa, 1992
- Cyclosa olivenca Levi, 1999
- Cyclosa olorina Simon, 1900
- Cyclosa omonaga Tanikawa, 1992
- Cyclosa onoi Tanikawa, 1992
- Cyclosa oseret Levi, 1999
- Cyclosa otsomarka Barrion & Litsinger, 1995
- Cyclosa pantanal Levi, 1999
- Cyclosa parangmulmeinensis Barrion & Litsinger, 1995
- Cyclosa parangtarugoa Barrion & Litsinger, 1995
- Cyclosa paupercula Simon, 1893
- Cyclosa pedropalo Levi, 1999
- Cyclosa pellaxoides Roewer, 1955
- Cyclosa pentatuberculata Yin, Zhu & Wang, 1995
- Cyclosa perkinsi Simon, 1900
- Cyclosa picchu Levi, 1999
- Cyclosa pichilinque Levi, 1999
- Cyclosa pseudoculata Schenkel, 1936
- Cyclosa psylla (Thorell, 1887)
- Cyclosa punctata Keyserling, 1879
- Cyclosa punjabiensis Ghafoor & Beg, 2002
- Cyclosa pusilla Simon, 1880
- Cyclosa quavansea Roberts, 1983
- Cyclosa quinqueguttata (Thorell, 1881)
- Cyclosa reniformis Zhu, Lian & Chen, 2006
- Cyclosa rhombocephala (Thorell, 1881)
- Cyclosa rubronigra Caporiacco, 1947
- Cyclosa sachikoae Tanikawa, 1992
- Cyclosa saismarka Barrion & Litsinger, 1995
- Cyclosa sanctibenedicti (Vinson, 1863)
- Cyclosa santafe Levi, 1999
- Cyclosa sedeculata Karsch, 1879
- Cyclosa senticauda Zhu & Wang, 1994
- Cyclosa serena Levi, 1999
- Cyclosa seriata (Thorell, 1881)
- Cyclosa shinoharai Tanikawa & Ono, 1993
- Cyclosa sierrae Simon, 1870
- Cyclosa simoni Tikader, 1982
- Cyclosa simplicicauda Simon, 1900
  - Cyclosa simplicicauda rufescens Simon, 1900
- Cyclosa spirifera Simon, 1889
- Cyclosa strandi Kolosváry, 1934
- Cyclosa tamanaco Levi, 1999
- Cyclosa tapetifaciens Hingston, 1932
- Cyclosa tardipes (Thorell, 1895)
  - Cyclosa tardipes ignava (Thorell, 1895)
- Cyclosa tauraai Berland, 1933
- Cyclosa teresa Levi, 1999
- Cyclosa tricolor (Leardi, 1902)
- Cyclosa trilobata (Urquhart, 1885)
- Cyclosa tripartita Tullgren, 1910
- Cyclosa triquetra Simon, 1895
- Cyclosa tropica Biswas & Raychaudhuri, 1998
- Cyclosa tuberascens Simon, 1906
- Cyclosa turbinata (Walckenaer, 1842)
- Cyclosa turvo Levi, 1999
- Cyclosa vallata (Keyserling, 1886)
- Cyclosa vicente Levi, 1999
- Cyclosa vieirae Levi, 1999
- Cyclosa walckenaeri (O. P.-Cambridge, 1889)
- Cyclosa xanthomelas Simon, 1900
- Cyclosa yaginumai Biswas & Raychaudhuri, 1998
- Cyclosa zhangmuensis Hu & Li, 1987

## Cyphalonotus
Cyphalonotus Simon, 1895
- Cyphalonotus assuliformis Simon, 1909
- Cyphalonotus benoiti Archer, 1965
- Cyphalonotus columnifer Simon, 1903
- Cyphalonotus elongatus Yin, Peng & Wang, 1994
- Cyphalonotus larvatus (Simon, 1881) *
- Cyphalonotus sumatranus Simon, 1899

## Cyrtarachne
Cyrtarachne Thorell, 1868
- Cyrtarachne avimerdaria Tikader, 1963
- Cyrtarachne bengalensis Tikader, 1961
- Cyrtarachne bicolor Thorell, 1898
- Cyrtarachne bigibbosa Simon, 1907
- Cyrtarachne bilunulata Thorell, 1899
- Cyrtarachne biswamoyi Tikader, 1961
- Cyrtarachne bufo (Bösenberg & Strand, 1906)
- Cyrtarachne cingulata Thorell, 1895
- Cyrtarachne conica O. P.-Cambridge, 1901
- Cyrtarachne dimidiata Thorell, 1895
- Cyrtarachne fangchengensis Yin & Zhao, 1994
- Cyrtarachne finniganae Lessert, 1936
- Cyrtarachne flavopicta Thorell, 1899
- Cyrtarachne friederici Strand, 1911
- Cyrtarachne gibbifera Simon, 1899
- Cyrtarachne gilva Yin & Zhao, 1994
- Cyrtarachne gravelyi Tikader, 1961
- Cyrtarachne grubei (Keyserling, 1864) *
- Cyrtarachne guttigera Simon, 1909
- Cyrtarachne heminaria Simon, 1909
- Cyrtarachne histrionica Thorell, 1898
- Cyrtarachne hubeiensis Yin & Zhao, 1994
- Cyrtarachne ignava Thorell, 1895
- Cyrtarachne inaequalis Thorell, 1895
- Cyrtarachne invenusta Thorell, 1891
- Cyrtarachne ixoides (Simon, 1870)
- Cyrtarachne lactea Pocock, 1898
- Cyrtarachne laevis Thorell, 1877
- Cyrtarachne latifrons Hogg, 1900
  - Cyrtarachne latifrons atuberculata Hogg, 1900
- Cyrtarachne lepida Thorell, 1890
- Cyrtarachne madagascariensis Emerit, 2000
- Cyrtarachne melanoleuca Ono, 1995
- Cyrtarachne melanosticta Thorell, 1895
- Cyrtarachne menghaiensis Yin, Peng & Wang, 1994
- Cyrtarachne nagasakiensis Strand, 1918
- Cyrtarachne nodosa Thorell, 1899
- Cyrtarachne pallida O. P.-Cambridge, 1885
- Cyrtarachne perspicillata (Doleschall, 1859)
  - Cyrtarachne perspicillata possoica Merian, 1911
- Cyrtarachne promilai Tikader, 1963
- Cyrtarachne raniceps Pocock, 1900
- Cyrtarachne rubicunda L. Koch, 1871
- Cyrtarachne schmidi Tikader, 1963
- Cyrtarachne simplex (Karsch, 1878)
- Cyrtarachne sinicola Strand, 1942
- Cyrtarachne sundari Tikader, 1963
- Cyrtarachne szetschuanensis Schenkel, 1963
- Cyrtarachne termitophila Lawrence, 1952
- Cyrtarachne tricolor (Doleschall, 1859)
  - Cyrtarachne tricolor aruana Strand, 1911
- Cyrtarachne tuladepilachna Barrion & Litsinger, 1995
- Cyrtarachne xanthopyga Kulczyn'ski, 1911
- Cyrtarachne yunoharuensis Strand, 1918

## Cyrtobill
Cyrtobill Framenau & Scharff, 2009
- Cyrtobill darwini Framenau & Scharff, 2009 *

## Cyrtophora
Cyrtophora Simon, 1864
- Cyrtophora admiralia Strand, 1913
- Cyrtophora beccarii (Thorell, 1878)
- Cyrtophora bicauda (Saito, 1933)
- Cyrtophora bidenta Tikader, 1970
- Cyrtophora caudata Bösenberg & Lenz, 1895
- Cyrtophora cephalotes Simon, 1877
- Cyrtophora cicatrosa (Stoliczka, 1869)
- Cyrtophora citricola (Forsskål, 1775) *
  - Cyrtophora citricola abessinensis Strand, 1906
  - Cyrtophora citricola lurida Karsch, 1879
  - Cyrtophora citricola minahassae Merian, 1911
- Cyrtophora cordiformis (L. Koch, 1871)
- Cyrtophora crassipes (Rainbow, 1897)
- Cyrtophora cylindroides (Walckenaer, 1842)
  - Cyrtophora cylindroides scalaris Strand, 1915
- Cyrtophora diazoma (Thorell, 1890)
- Cyrtophora doriae (Thorell, 1881)
- Cyrtophora eczematica (Thorell, 1892)
- Cyrtophora exanthematica (Doleschall, 1859)
- Cyrtophora feai (Thorell, 1887)
- Cyrtophora forbesi (Thorell, 1890)
- Cyrtophora gazellae (Karsch, 1878)
- Cyrtophora gemmosa Thorell, 1899
- Cyrtophora guangxiensis Yin et al., 1990
- Cyrtophora hainanensis Yin et al., 1990
- Cyrtophora hirta L. Koch, 1872
- Cyrtophora jabalpurensis Gajbe & Gajbe, 1999
- Cyrtophora koronadalensis Barrion & Litsinger, 1995
- Cyrtophora ksudra Sherriffs, 1928
- Cyrtophora lacunaris Yin et al., 1990
- Cyrtophora lahirii Biswas & Raychaudhuri, 2004
- Cyrtophora larinioides Simon, 1895
- Cyrtophora leucopicta (Urquhart, 1890)
- Cyrtophora limbata (Thorell, 1898)
- Cyrtophora lineata Kulczyn'ski, 1910
- Cyrtophora moluccensis (Doleschall, 1857)
  - Cyrtophora moluccensis albidinota Strand, 1911
  - Cyrtophora moluccensis bukae Strand, 1911
  - Cyrtophora moluccensis cupidinea Thorell, 1875
  - Cyrtophora moluccensis margaritacea (Doleschall, 1859)
  - Cyrtophora moluccensis rubicundinota Strand, 1911
- Cyrtophora monulfi Chrysanthus, 1960
- Cyrtophora nareshi Biswas & Raychaudhuri, 2004
- Cyrtophora parangexanthematica Barrion & Litsinger, 1995
- Cyrtophora parnasia L. Koch, 1872
- Cyrtophora petersi Karsch, 1878
- Cyrtophora rainbowi (Roewer, 1955)
- Cyrtophora subacalypha (Simon, 1882)
- Cyrtophora trigona (L. Koch, 1871)
- Cyrtophora unicolor (Doleschall, 1857)

## Deione
Deione Thorell, 1898
- Deione lingulata Han, Zhu & Levi, 2009
- Deione thoracica Thorell, 1898 *

## Deliochus
Deliochus Simon, 1894
- Deliochus pulcher Rainbow, 1916
  - Deliochus pulcher melanius Rainbow, 1916
- Deliochus zelivira Keyserling, 1887 *

## Dolophones
Dolophones Walckenaer, 1837
- Dolophones bituberculata Lamb, 1911
- Dolophones clypeata (L. Koch, 1871)
- Dolophones conifera (Keyserling, 1886)
- Dolophones elfordi Dunn & Dunn, 1946
- Dolophones intricata Rainbow, 1915
- Dolophones macleayi (Bradley, 1876)
- Dolophones mammeata (Keyserling, 1886)
- Dolophones maxima Hogg, 1900
- Dolophones nasalis (Butler, 1876)
- Dolophones notacantha (Quoy & Gaimarg, 1824) *
- Dolophones peltata (Keyserling, 1886)
- Dolophones pilosa (Keyserling, 1886)
- Dolophones simpla (Keyserling, 1886)
- Dolophones testudinea (L. Koch, 1871)
- Dolophones thomisoides Rainbow, 1915
- Dolophones tuberculata (Keyserling, 1886)
- Dolophones turrigera (L. Koch, 1867)

## Dubiepeira
Dubiepeira Levi, 1991
- Dubiepeira amablemaria Levi, 1991
- Dubiepeira amacayacu Levi, 1991
- Dubiepeira dubitata (Soares & Camargo, 1948) *
- Dubiepeira lamolina Levi, 1991
- Dubiepeira neptunina (Mello-Leitão, 1948)

## Edricus
Edricus O. P.-Cambridge, 1890
- Edricus productus O. P.-Cambridge, 1896
- Edricus spiniger O. P.-Cambridge, 1890 *

## Enacrosoma
Enacrosoma Mello-Leitão, 1932
- Enacrosoma anomalum (Taczanowski, 1873) *
- Enacrosoma decemtuberculatum (O. P.-Cambridge, 1890)
- Enacrosoma frenca Levi, 1996
- Enacrosoma javium Levi, 1996
- Enacrosoma multilobatum (Simon, 1897)
- Enacrosoma quizarra Levi, 1996

## Encyosaccus
Encyosaccus Simon, 1895
- Encyosaccus sexmaculatus Simon, 1895 *

## Epeiroides
Epeiroides Keyserling, 1885
- Epeiroides bahiensis (Keyserling, 1885) *

## Eriophora
Eriophora Simon, 1864
- Eriophora astridae (Strand, 1917)
- Eriophora aurea (Saito, 1934)
- Eriophora baotianmanensis (Hu, Wang & Wang, 1991)
- Eriophora biapicata (L. Koch, 1871)
- Eriophora collina (Keyserling, 1886)
- Eriophora decorosa (Urquhart, 1894)
- Eriophora edax (Blackwall, 1863)
- Eriophora flavicoma (Simon, 1880)
- Eriophora fuliginea (C. L. Koch, 1838)
- Eriophora heroine (L. Koch, 1871)
- Eriophora himalayaensis (Tikader, 1975)
- Eriophora nephiloides (O. P.-Cambridge, 1889)
- Eriophora neufvilleorum (Lessert, 1930)
- Eriophora oculosa Zhu & Song, 1994
- Eriophora plumiopedella (Yin, Wang & Zhang, 1987)
- Eriophora poecila (Zhu & Wang, 1994)
- Eriophora pustulosa (Walckenaer, 1842)
- Eriophora ravilla (C. L. Koch, 1844) *
- Eriophora sachalinensis (Saito, 1934)
- Eriophora transmarina (Keyserling, 1865)
- Eriophora tricentra Zhu & Song, 1994
- Eriophora yanbaruensis Tanikawa, 2000

## Eriovixia
Eriovixia Archer, 1951
- Eriovixia cavaleriei (Schenkel, 1963)
- Eriovixia enshiensis (Yin & Zhao, 1994)
- Eriovixia excelsa (Simon, 1889)
- Eriovixia hainanensis (Yin et al., 1990)
- Eriovixia laglaizei (Simon, 1877)
- Eriovixia menglunensis (Yin et al., 1990)
- Eriovixia napiformis (Thorell, 1899)
- Eriovixia poonaensis (Tikader & Bal, 1981)
- Eriovixia pseudocentrodes (Bösenberg & Strand, 1906)
- Eriovixia rhinura (Pocock, 1899) *
- Eriovixia sakiedaorum Tanikawa, 1999
- Eriovixia turbinata (Thorell, 1899)
- Eriovixia yunnanensis (Yin et al., 1990)

## Eustacesia
Eustacesia Caporiacco, 1954
- Eustacesia albonotata Caporiacco, 1954 *

## Eustala
Eustala Simon, 1895
- Eustala albicans Caporiacco, 1954
- Eustala albiventer (Keyserling, 1884)
- Eustala anastera (Walckenaer, 1842) *
  - Eustala anastera vermiformis Franganillo, 1931
- Eustala andina Chamberlin, 1916
- Eustala bacelarae Caporiacco, 1955
- Eustala banksi Chickering, 1955
- Eustala bifida F. O. P.-Cambridge, 1904
- Eustala bisetosa Bryant, 1945
- Eustala brevispina Gertsch & Davis, 1936
- Eustala bucolica Chickering, 1955
- Eustala californiensis (Keyserling, 1885)
- Eustala cameronensis Gertsch & Davis, 1936
- Eustala cazieri Levi, 1977
- Eustala cepina (Walckenaer, 1842)
- Eustala clavispina (O. P.-Cambridge, 1889)
- Eustala conchlea (McCook, 1888)
- Eustala conformans Chamberlin, 1925
- Eustala decemtuberculata Caporiacco, 1955
- Eustala delasmata Bryant, 1945
- Eustala delecta Chickering, 1955
- Eustala devia (Gertsch & Mulaik, 1936)
- Eustala eleuthera Levi, 1977
- Eustala emertoni (Banks, 1904)
- Eustala essequibensis (Hingston, 1932)
- Eustala exigua Chickering, 1955
- Eustala fragilis (O. P.-Cambridge, 1889)
- Eustala fuscovittata (Keyserling, 1864)
- Eustala gertschi Chickering, 1955
- Eustala gonygaster (C. L. Koch, 1838)
- Eustala guianensis (Taczanowski, 1873)
- Eustala guttata F. O. P.-Cambridge, 1904
- Eustala histrio Mello-Leitão, 1948
- Eustala illicita (O. P.-Cambridge, 1889)
- Eustala inconstans Chickering, 1955
- Eustala ingenua Chickering, 1955
- Eustala innoxia Chickering, 1955
- Eustala isosceles Mello-Leitão, 1939
- Eustala itapocuensis Strand, 1916
- Eustala lata Chickering, 1955
- Eustala latebricola (O. P.-Cambridge, 1889)
- Eustala longembola Chickering, 1955
- Eustala lunulifera Mello-Leitão, 1939
- Eustala maxima Chickering, 1955
- Eustala mimica Chickering, 1955
- Eustala minuscula (Keyserling, 1892)
- Eustala montana Chickering, 1955
- Eustala monticola Chamberlin, 1916
- Eustala montivaga Chickering, 1955
- Eustala mourei Mello-Leitão, 1947
- Eustala mucronatella (Roewer, 1942)
- Eustala nasuta Mello-Leitão, 1939
- Eustala nigerrima Mello-Leitão, 1940
- Eustala novemmamillata Mello-Leitão, 1941
- Eustala oblonga Chickering, 1955
- Eustala orina (Chamberlin, 1916)
- Eustala pallida Mello-Leitão, 1940
- Eustala panamana Chickering, 1955
- Eustala perdita Bryant, 1945
- Eustala perfida Mello-Leitão, 1947
- Eustala photographica Mello-Leitão, 1944
- Eustala procurva Franganillo, 1936
- Eustala redundans Chickering, 1955
- Eustala richardsi Mello-Leitão, 1939
- Eustala rosae Chamberlin & Ivie, 1935
- Eustala rubroguttulata (Keyserling, 1879)
- Eustala rustica Chickering, 1955
- Eustala saga (Keyserling, 1893)
- Eustala sagana (Keyserling, 1893)
- Eustala sanguinosa (Keyserling, 1893)
- Eustala scitula Chickering, 1955
- Eustala scutigera (O. P.-Cambridge, 1898)
- Eustala secta Mello-Leitão, 1945
- Eustala sedula Chickering, 1955
- Eustala semifoliata (O. P.-Cambridge, 1899)
- Eustala smaragdinea (Taczanowski, 1878)
- Eustala tantula Chickering, 1955
- Eustala taquara (Keyserling, 1892)
- Eustala tribrachiata Badcock, 1932
- Eustala tridentata (C. L. Koch, 1838)
- Eustala trinitatis (Hogg, 1918)
- Eustala tristis (Blackwall, 1862)
- Eustala tumida Chickering, 1955
- Eustala ulecebrosa (Keyserling, 1892)
- Eustala uncicurva Franganillo, 1936
- Eustala unimaculata Franganillo, 1930
- Eustala vegeta (Keyserling, 1865)
- Eustala vellardi Mello-Leitão, 1924
- Eustala venusta Chickering, 1955
- Eustala viridipedata (Roewer, 1942)
- Eustala wiedenmeyeri Schenkel, 1953

## Exechocentrus
Exechocentrus Simon, 1889
- Exechocentrus lancearius Simon, 1889 *

## Faradja
Faradja Grasshoff, 1970
- Faradja faradjensis (Lessert, 1930) *

## Friula
Friula O. P.-Cambridge, 1896
- Friula wallacei O. P.-Cambridge, 1896 *

## Gasteracantha
Gasteracantha Sundevall, 1833
- Gasteracantha aciculata (Pocock, 1899)
- Gasteracantha acutispina Dahl, 1914
- Gasteracantha audouini Guérin, 1838
- Gasteracantha beccarii Thorell, 1877
- Gasteracantha biloba (Thorell, 1878)
- Gasteracantha cancriformis (Linnaeus, 1758) *
  - Gasteracantha cancriformis gertschi Archer, 1941
- Gasteracantha clarki Emerit, 1974
- Gasteracantha clavatrix (Walckenaer, 1842)
- Gasteracantha clavigera Giebel, 1863
- Gasteracantha crucigera Bradley, 1877
- Gasteracantha curvispina (Guérin, 1837)
- Gasteracantha curvistyla Dahl, 1914
- Gasteracantha cuspidata C. L. Koch, 1837
- Gasteracantha dalyi Pocock, 1900
- Gasteracantha diadesmia Thorell, 1887
- Gasteracantha diardi (Lucas, 1835)
- Gasteracantha doriae Simon, 1877
- Gasteracantha falcicornis Butler, 1873
- Gasteracantha fasciata Guérin, 1838
- Gasteracantha flava Nicolet, 1849
- Gasteracantha fornicata (Fabricius, 1775)
- Gasteracantha frontata Blackwall, 1864
- Gasteracantha gambeyi Simon, 1877
- Gasteracantha geminata (Fabricius, 1798)
- Gasteracantha hasselti C. L. Koch, 1837
- Gasteracantha hecata (Walckenaer, 1842)
- Gasteracantha interrupta Dahl, 1914
- Gasteracantha irradiata (Walckenaer, 1842)
- Gasteracantha janopol Barrion & Litsinger, 1995
- Gasteracantha kuhli C. L. Koch, 1837
- Gasteracantha lepelletieri (Guérin, 1825)
- Gasteracantha lunata Guérin, 1838
- Gasteracantha martensi Dahl, 1914
- Gasteracantha mediofusca (Doleschall, 1859)
- Gasteracantha mengei Keyserling, 1864
- Gasteracantha metallica (Pocock, 1898)
- Gasteracantha milvoides Butler, 1873
- Gasteracantha notata Kulczyn'ski, 1910
- Gasteracantha panisicca Butler, 1873
- Gasteracantha parangdiadesmia Barrion & Litsinger, 1995
- Gasteracantha pentagona (Walckenaer, 1842)
  - Gasteracantha pentagona anirica Strand, 1915
- Gasteracantha picta (Thorell, 1892)
- Gasteracantha quadrispinosa O. P.-Cambridge, 1879
- Gasteracantha recurva Simon, 1877
- Gasteracantha regalis Butler, 1873
- Gasteracantha remifera Butler, 1873
- Gasteracantha rhomboidea Guérin, 1838
  - Gasteracantha rhomboidea comorensis Strand, 1917
  - Gasteracantha rhomboidea madagascariensis Vinson, 1863
- Gasteracantha rubrospinis Guérin, 1838
- Gasteracantha rufithorax Simon, 1881
- Gasteracantha sacerdotalis L. Koch, 1872
- Gasteracantha sanguinea Dahl, 1914
- Gasteracantha sanguinolenta C. L. Koch, 1844
  - Gasteracantha sanguinolenta andrefanae Emerit, 1974
  - Gasteracantha sanguinolenta bigoti Emerit, 1974
  - Gasteracantha sanguinolenta emeriti Roberts, 1983
  - Gasteracantha sanguinolenta insulicola Emerit, 1974
  - Gasteracantha sanguinolenta legendrei Emerit, 1974
  - Gasteracantha sanguinolenta mangrovae Emerit, 1974
  - Gasteracantha sanguinolenta rueppelli (Strand, 1916)
- Gasteracantha sapperi Dahl, 1914
- Gasteracantha sauteri Dahl, 1914
- Gasteracantha scintillans Butler, 1873
- Gasteracantha signifera Pocock, 1898
  - Gasteracantha signifera bistrigella Strand, 1915
  - Gasteracantha signifera heterospina Strand, 1915
  - Gasteracantha signifera pustulinota Strand, 1915
- Gasteracantha simoni O. P.-Cambridge, 1879
- Gasteracantha sororna Butler, 1873
- Gasteracantha sturi (Doleschall, 1857)
- Gasteracantha subaequispina Dahl, 1914
- Gasteracantha taeniata (Walckenaer, 1842)
  - Gasteracantha taeniata analispina Strand, 1911
  - Gasteracantha taeniata anirensis Strand, 1911
  - Gasteracantha taeniata bawensis Strand, 1915
  - Gasteracantha taeniata jamurensis Strand, 1915
  - Gasteracantha taeniata lugubris Simon, 1898
  - Gasteracantha taeniata maculella Strand, 1911
  - Gasteracantha taeniata novahannoveriana Dahl, 1914
  - Gasteracantha taeniata obsoletopicta Strand, 1915
  - Gasteracantha taeniata oinokensis Strand, 1915
  - Gasteracantha taeniata sentanensis Strand, 1915
  - Gasteracantha taeniata trivittinota Strand, 1911
  - Gasteracantha taeniata univittinota Strand, 1911
- Gasteracantha theisi Guérin, 1838
- Gasteracantha theisii antemaculata Strand, 1911
  - Gasteracantha theisii keyana Strand, 1911
  - Gasteracantha theisii quadrisignatella Strand, 1911
- Gasteracantha thomasinsulae Archer, 1951
- Gasteracantha thorelli Keyserling, 1864
- Gasteracantha tondanae Pocock, 1897
- Gasteracantha transversa C. L. Koch, 1837
- Gasteracantha unguifera Simon, 1889
- Gasteracantha versicolor (Walckenaer, 1842)
  - Gasteracantha versicolor avaratrae Emerit, 1974
  - Gasteracantha versicolor formosa Vinson, 1863
- Gasteracantha westringi Keyserling, 1864

## Gastroxya
Gastroxya Benoit, 1962
- Gastroxya benoiti Emerit, 1973
- Gastroxya krausi Benoit, 1962
- Gastroxya leleupi Benoit, 1962
- Gastroxya schoutedeni Benoit, 1962 *

## Gea
Gea C. L. Koch, 1843
- Gea africana Simon, 1895
- Gea argiopides Strand, 1911
- Gea bituberculata (Thorell, 1881)
- Gea eff Levi, 1983
- Gea heptagon (Hentz, 1850)
- Gea infuscata Tullgren, 1910
- Gea nilotica Simon, 1906
- Gea spinipes C. L. Koch, 1843 *
  - Gea spinipes nigrifrons Simon, 1901
- Gea subarmata Thorell, 1890
- Gea theridioides (L. Koch, 1872)
- Gea transversovittata Tullgren, 1910
- Gea zaragosa Barrion & Litsinger, 1995

## Gibbaranea
Gibbaranea Archer, 1951
- Gibbaranea abscissa (Karsch, 1879)
- Gibbaranea bituberculata (Walckenaer, 1802) *
  - Gibbaranea bituberculata cuculligera (Simon, 1909)
  - Gibbaranea bituberculata strandiana (Kolosváry, 1936)
- Gibbaranea gibbosa (Walckenaer, 1802)
  - Gibbaranea gibbosa confinis (Simon, 1870)
- Gibbaranea hetian (Hu & Wu, 1989)
- Gibbaranea nanguosa Yin & Gong, 1996
- Gibbaranea occidentalis Wunderlich, 1989
- Gibbaranea omoeda (Thorell, 1870)
- Gibbaranea tenerifensis Wunderlich, 1992
- Gibbaranea ullrichi (Hahn, 1835)

## Glyptogona
Glyptogona Simon, 1884
- Glyptogona duriuscula Simon, 1895
- Glyptogona sextuberculata (Keyserling, 1863) *

## Heterognatha
Heterognatha Nicolet, 1849
- Heterognatha chilensis Nicolet, 1849 *

## Heurodes
Heurodes Keyserling, 1886
- Heurodes fratrellus (Chamberlin, 1924)
- Heurodes porculus (Simon, 1877)
- Heurodes turritus Keyserling, 1886 *

## Hingstepeira
Hingstepeira Levi, 1995
- Hingstepeira arnolisei Levi, 1995
- Hingstepeira dimona Levi, 1995
- Hingstepeira folisecens (Hingston, 1932) *
- Hingstepeira isherton Levi, 1995

## Hypognatha
Hypognatha Guérin, 1839
- Hypognatha alho Levi, 1996
- Hypognatha belem Levi, 1996
- Hypognatha cacau Levi, 1996
- Hypognatha cambara Levi, 1996
- Hypognatha carpish Levi, 1996
- Hypognatha colosso Levi, 1996
- Hypognatha coyo Levi, 1996
- Hypognatha cryptocephala Mello-Leitão, 1947
- Hypognatha deplanata (Taczanowski, 1873)
- Hypognatha divuca Levi, 1996
- Hypognatha elaborata Chickering, 1953
- Hypognatha furcifera (O. P.-Cambridge, 1881)
- Hypognatha ica Levi, 1996
- Hypognatha ituara Levi, 1996
- Hypognatha jacaze Levi, 1996
- Hypognatha janauari Levi, 1996
- Hypognatha lagoas Levi, 1996
- Hypognatha lamoka Levi, 1996
- Hypognatha maranon Levi, 1996
- Hypognatha maria Levi, 1996
- Hypognatha matisia Levi, 1996
- Hypognatha mirandaribeiroi Soares & Camargo, 1948
- Hypognatha mozamba Levi, 1996
- Hypognatha nasuta O. P.-Cambridge, 1896
- Hypognatha navio Levi, 1996
- Hypognatha pereiroi Levi, 1996
- Hypognatha putumayo Levi, 1996
- Hypognatha rancho Levi, 1996
- Hypognatha saut Levi, 1996
- Hypognatha scutata (Perty, 1833) *
- Hypognatha solimoes Levi, 1996
- Hypognatha tampo Levi, 1996
- Hypognatha testudinaria (Taczanowski, 1879)
- Hypognatha tingo Levi, 1996
- Hypognatha tocantins Levi, 1996
- Hypognatha triunfo Levi, 1996
- Hypognatha utari Levi, 1996
- Hypognatha viamao Levi, 1996

## Hypsacantha
Hypsacantha Dahl, 1914
- Hypsacantha crucimaculata (Dahl, 1914) *

## Hypsosinga
Hypsosinga Ausserer, 1871
- Hypsosinga alberta Levi, 1972
- Hypsosinga alboria Yin et al., 1990
- Hypsosinga albovittata (Westring, 1851)
- Hypsosinga clax Oliger, 1993
- Hypsosinga funebris (Keyserling, 1892)
- Hypsosinga groenlandica Simon, 1889
- Hypsosinga heri (Hahn, 1831)
- Hypsosinga kazachstanica Ponomarev, 2007
- Hypsosinga lithyphantoides Caporiacco, 1947
  - Hypsosinga lithyphantoides dealbata Caporiacco, 1949
- Hypsosinga pygmaea (Sundevall, 1831)
  - Hypsosinga pygmaea nigra (Simon, 1909)
  - Hypsosinga pygmaea nigriceps (Kulczyn'ski, 1903)
- Hypsosinga rubens (Hentz, 1847)
- Hypsosinga sanguinea (C. L. Koch, 1844) *
- Hypsosinga taprobanica (Simon, 1895)
- Hypsosinga turkmenica Bakhvalov, 1978
- Hypsosinga vaulogeri (Simon, 1909)
- Hypsosinga wanica Song, Qian & Gao, 1996

## Ideocaira
Ideocaira Simon, 1903
- Ideocaira transversa Simon, 1903 *
- Ideocaira triquetra Simon, 1903

## Isoxya
Isoxya Simon, 1885
- Isoxya basilewskyi Benoit & Emerit, 1975
- Isoxya cicatricosa (C. L. Koch, 1844) *
- Isoxya cowani (Butler, 1882)
- Isoxya mahafalensis Emerit, 1974
- Isoxya milloti Emerit, 1974
- Isoxya mossamedensis Benoit, 1962
- Isoxya mucronata (Walckenaer, 1842)
- Isoxya nigromutica (Caporiacco, 1939)
- Isoxya penizoides Simon, 1887
- Isoxya reuteri (Lenz, 1886)
- Isoxya semiflava Simon, 1887
- Isoxya somalica (Caporiacco, 1940)
- Isoxya stuhlmanni (Bösenberg & Lenz, 1895)
- Isoxya tabulata (Thorell, 1859)
- Isoxya testudinaria (Simon, 1901)
- Isoxya yatesi Emerit, 1973

## Kaira
Kaira O. P.-Cambridge, 1889
- Kaira alba (Hentz, 1850)
- Kaira altiventer O. P.-Cambridge, 1889
- Kaira candidissima (Mello-Leitão, 1941)
- Kaira cobimcha Levi, 1993
- Kaira conica Gerschman & Schiapelli, 1948
- Kaira dianae Levi, 1993
- Kaira echinus (Simon, 1897)
- Kaira electa (Keyserling, 1883)
- Kaira erwini Levi, 1993
- Kaira gibberosa O. P.-Cambridge, 1890 *
- Kaira hiteae Levi, 1977
- Kaira levii Alayón, 1993
- Kaira sabino Levi, 1977
- Kaira sexta (Chamberlin, 1916)
- Kaira shinguito Levi, 1993
- Kaira tulua Levi, 1993

## Kapogea
Kapogea Levi, 1997
- Kapogea alayoi (Archer, 1958)
- Kapogea cyrtophoroides (F. O. P.-Cambridge, 1904)
- Kapogea sellata (Simon, 1895) *
- Kapogea sexnotata (Simon, 1895)

## Kilima
Kilima Grasshoff, 1970
- Kilima conspersa Grasshoff, 1970
- Kilima decens (Blackwall, 1866) *
- Kilima griseovariegata (Tullgren, 1910)

## Larinia
Larinia Simon, 1874
- Larinia acuticauda Simon, 1906
- Larinia ambo Harrod, Levi & Leibensperger, 1991
- Larinia assimilis Tullgren, 1910
- Larinia astrigera Yin et al., 1990
- Larinia bharatae Bhandari & Gajbe, 2001
- Larinia bifida Tullgren, 1910
- Larinia bivittata Keyserling, 1885
- Larinia blandula (Grasshoff, 1971)
- Larinia bonneti Spassky, 1939
- Larinia borealis Banks, 1894
- Larinia bossae Marusik, 1987
- Larinia chloris (Audouin, 1826)
- Larinia cyclera Yin et al., 1990
- Larinia dasia (Roberts, 1983)
- Larinia delicata Rainbow, 1920
- Larinia dinanea Yin et al., 1990
- Larinia directa (Hentz, 1847)
- Larinia elegans Spassky, 1939
- Larinia emertoni Gajbe & Gajbe, 2004
- Larinia famulatoria (Keyserling, 1883)
- Larinia fangxiangensis Zhu, Lian & Chen, 2006
- Larinia ishango (Grasshoff, 1971)
- Larinia jamberoo Framenau & Scharff, 2008
- Larinia jaysankari Biswas, 1984
- Larinia jeskovi Marusik, 1987
- Larinia kampala (Grasshoff, 1971)
- Larinia kanpurae Patel & Nigam, 1994
- Larinia lampa Harrod, Levi & Leibensperger, 1991
- Larinia lineata (Lucas, 1846) *
- Larinia macrohooda Yin et al., 1990
- Larinia mandlaensis Gajbe, 2005
- Larinia microhooda Yin et al., 1990
- Larinia minor (Bryant, 1945)
- Larinia montagui Hogg, 1914
- Larinia montecarlo (Levi, 1988)
- Larinia natalensis (Grasshoff, 1971)
- Larinia neblina Harrod, Levi & Leibensperger, 1991
- Larinia nolabelia Yin et al., 1990
- Larinia obtusa (Grasshoff, 1971)
- Larinia onoi Tanikawa, 1989
- Larinia parangmata Barrion & Litsinger, 1995
- Larinia phthisica (L. Koch, 1871)
- Larinia pubiventris Simon, 1889
- Larinia sekiguchii Tanikawa, 1989
- Larinia strandi Caporiacco, 1941
- Larinia tabida (L. Koch, 1872)
- Larinia tamatave (Grasshoff, 1971)
- Larinia teiraensis Biswas & Biswas, 2007
- Larinia t-notata (Tullgren, 1905)
- Larinia trifida Tullgren, 1910
- Larinia triprovina Yin et al., 1990
- Larinia tucuman Harrod, Levi & Leibensperger, 1991
- Larinia tyloridia Patel, 1975
- Larinia vara Kauri, 1950
- Larinia wenshanensis Yin & Yan, 1994

## Lariniaria
Lariniaria Grasshoff, 1970
- Lariniaria argiopiformis (Bösenberg & Strand, 1906) *

## Larinioides
Larinioides Caporiacco, 1934
- Larinioides chabarovi (Bakhvalov, 1981)
- Larinioides cornutus (Clerck, 1757)
- Larinioides ixobolus (Thorell, 1873)
- Larinioides patagiatus (Clerck, 1757)
  - Larinioides patagiatus islandicola (Strand, 1906)
- Larinioides sclopetarius (Clerck, 1757)
- Larinioides subinermis Caporiacco, 1940
- Larinioides suspicax (O. P.-Cambridge, 1876) *

## Leviellus
Leviellus Wunderlich, 2004
- Leviellus caspica (Simon, 1889)
- Leviellus inconveniens (O. P.-Cambridge, 1872)
- Leviellus kochi (Thorell, 1870) *
- Leviellus thorelli (Ausserer, 1871)

## Lewisepeira
Lewisepeira Levi, 1993
- Lewisepeira boquete Levi, 1993
- Lewisepeira chichinautzin Levi, 1993
- Lewisepeira farri (Archer, 1958) *
- Lewisepeira maricao Levi, 1993

## Lipocrea
Lipocrea Thorell, 1878
- Lipocrea diluta Thorell, 1887
- Lipocrea epeiroides (O. P.-Cambridge, 1872)
- Lipocrea fusiformis (Thorell, 1877) *
- Lipocrea longissima (Simon, 1881)

## Macracantha
Macracantha Simon, 1864
- Macracantha arcuata (Fabricius, 1793) *

## Madacantha
Madacantha Emerit, 1970
- Madacantha nossibeana (Strand, 1916) *

## Mahembea
Mahembea Grasshoff, 1970
- Mahembea hewitti (Lessert, 1930) *

## Mangora
Mangora O. P.-Cambridge, 1889
- Mangora acalypha (Walckenaer, 1802)
- Mangora acaponeta Levi, 2005
- Mangora acoripa Levi, 2007
- Mangora acre Levi, 2007
- Mangora alinahui Levi, 2007
- Mangora amacayacu Levi, 2007
- Mangora amchickeringi Levi, 2005
- Mangora angulopicta Yin et al., 1990
- Mangora anilensis Levi, 2007
- Mangora antonio Levi, 2007
- Mangora apaporis Levi, 2007
- Mangora apobama Levi, 2007
- Mangora argenteostriata Simon, 1897
- Mangora aripeba Levi, 2007
- Mangora aripuana Levi, 2007
- Mangora asis Levi, 2007
- Mangora ayo Levi, 2007
- Mangora balbina Levi, 2007
- Mangora bambusa Levi, 2007
- Mangora barba Levi, 2007
- Mangora bemberg Levi, 2007
- Mangora bimaculata (O. P.-Cambridge, 1889)
- Mangora blumenau Levi, 2007
- Mangora bocaina Levi, 2007
- Mangora bonaldoi Levi, 2007
- Mangora botelho Levi, 2007
- Mangora bovis Levi, 2007
- Mangora boyaca Levi, 2007
- Mangora brokopondo Levi, 2007
- Mangora browns Levi, 2007
- Mangora caballero Levi, 2007
- Mangora cajuta Levi, 2007
- Mangora calcarifera F. O. P.-Cambridge, 1904
- Mangora campeche Levi, 2005
- Mangora candida Chickering, 1954
- Mangora caparu Levi, 2007
- Mangora castelo Levi, 2007
- Mangora caxias Levi, 2007
- Mangora cercado Levi, 2007
- Mangora chacobo Levi, 2007
- Mangora chanchamayo Levi, 2007
- Mangora chao Levi, 2007
- Mangora chavantina Levi, 2007
- Mangora chicanna Levi, 2005
- Mangora chiguaza Levi, 2007
- Mangora chispa Levi, 2007
- Mangora chuquisaca Levi, 2007
- Mangora cochuna Levi, 2007
- Mangora colonche Levi, 2007
- Mangora comaina Levi, 2007
- Mangora corcovado Levi, 2005
- Mangora corocito Levi, 2007
- Mangora craigae Levi, 2005
- Mangora crescopicta Yin et al., 1990
- Mangora cutucu Levi, 2007
- Mangora dagua Levi, 2007
- Mangora dianasilvae Levi, 2007
- Mangora distincta Chickering, 1963
- Mangora divisor Levi, 2007
- Mangora eberhardi Levi, 2007
- Mangora engleri Levi, 2007
- Mangora enseada Levi, 2007
- Mangora explorama Levi, 2007
- Mangora falconae Schenkel, 1953
- Mangora fascialata Franganillo, 1936
- Mangora florestal Levi, 2007
- Mangora foliosa Zhu & Yin, 1998
- Mangora fornicata (Keyserling, 1864)
- Mangora fortuna Levi, 2005
- Mangora fundo Levi, 2007
- Mangora gibberosa (Hentz, 1847)
- Mangora goodnightorum Levi, 2005
- Mangora grande Levi, 2007
- Mangora hemicraera (Thorell, 1890)
- Mangora herbeoides (Bösenberg & Strand, 1906)
- Mangora hirtipes (Taczanowski, 1878)
- Mangora huallaga Levi, 2007
- Mangora huancabamba Levi, 2007
- Mangora ikuruwa Levi, 2007
- Mangora inconspicua Schenkel, 1936
- Mangora insperata Soares & Camargo, 1948
- Mangora isabel Levi, 2007
- Mangora itabapuana Levi, 2007
- Mangora itatiaia Levi, 2007
- Mangora itza Levi, 2005
- Mangora ixtapan Levi, 2005
- Mangora jumboe Levi, 2007
- Mangora keduc Levi, 2007
- Mangora kochalkai Levi, 2007
- Mangora kuntur Levi, 2007
- Mangora lactea Mello-Leitão, 1944
- Mangora laga Levi, 2007
- Mangora latica Levi, 2007
- Mangora lechugal Levi, 2007
- Mangora leticia Levi, 2007
- Mangora leucogasteroides Roewer, 1955
- Mangora leverger Levi, 2007
- Mangora logrono Levi, 2007
- Mangora maculata (Keyserling, 1865)
- Mangora mamiraua Levi, 2007
- Mangora manglar Levi, 2007
- Mangora manicore Levi, 2007
- Mangora mapia Levi, 2007
- Mangora matamata Levi, 2007
- Mangora mathani Simon, 1895
- Mangora maximiano Levi, 2007
- Mangora melanocephala (Taczanowski, 1874)
- Mangora melanoleuca Mello-Leitão, 1941
- Mangora melloleitaoi Levi, 2007
- Mangora minacu Levi, 2007
- Mangora missa Levi, 2007
- Mangora mitu Levi, 2007
- Mangora mobilis (O. P.-Cambridge, 1889)
- Mangora montana Chickering, 1954
- Mangora morona Levi, 2007
- Mangora moyobamba Levi, 2007
- Mangora nahuatl Levi, 2005
- Mangora nonoai Levi, 2007
- Mangora novempupillata Mello-Leitão, 1940
- Mangora nuco Levi, 2007
- Mangora oaxaca Levi, 2005
- Mangora ordaz Levi, 2007
- Mangora oxapampa Levi, 2007
- Mangora pagoreni Levi, 2007
- Mangora palenque Levi, 2007
- Mangora paranaiba Levi, 2007
- Mangora passiva (O. P.-Cambridge, 1889)
- Mangora paula Levi, 2007
- Mangora peichiuta Levi, 2007
- Mangora pepino Levi, 2007
- Mangora pia Chamberlin & Ivie, 1936
- Mangora picta O. P.-Cambridge, 1889 *
- Mangora pira Levi, 2007
- Mangora piroca Levi, 2007
- Mangora placida (Hentz, 1847)
- Mangora polypicula Yin et al., 1990
- Mangora porcullo Levi, 2007
- Mangora puerto Levi, 2007
- Mangora punctipes (Taczanowski, 1878)
- Mangora purulha Levi, 2005
- Mangora ramirezi Levi, 2007
- Mangora rhombopicta Yin et al., 1990
- Mangora rondonia Levi, 2007
- Mangora rupununi Levi, 2007
- Mangora saut Levi, 2007
- Mangora schneirlai Chickering, 1954
- Mangora sciosciae Levi, 2007
- Mangora semiargentea Simon, 1895
- Mangora semiatra Levi, 2007
- Mangora shudikar Levi, 2007
- Mangora sobradinho Levi, 2007
- Mangora socorpa Levi, 2007
- Mangora songyangensis Yin et al., 1990
- Mangora spiculata (Hentz, 1847)
- Mangora strenua (Keyserling, 1893)
- Mangora sturmi Levi, 2007
- Mangora sufflava Chickering, 1963
- Mangora sumauma Levi, 2007
- Mangora taboquinha Levi, 2007
- Mangora taczanowskii Levi, 2007
- Mangora tambo Levi, 2007
- Mangora taraira Levi, 2007
- Mangora tarapuy Levi, 2007
- Mangora tarma Levi, 2007
- Mangora tefe Levi, 2007
- Mangora theridioides Mello-Leitão, 1948
- Mangora tschekiangensis Schenkel, 1963
- Mangora umbrata Simon, 1897
- Mangora unam Levi, 2007
- Mangora uraricoera Levi, 2007
- Mangora uru Levi, 2007
- Mangora uziga Levi, 2007
- Mangora vaupes Levi, 2007
- Mangora velha Levi, 2007
- Mangora vianai Levi, 2007
- Mangora villeta Levi, 2007
- Mangora vito Levi, 2005
- Mangora volcan Levi, 2005
- Mangora v-signata Mello-Leitão, 1943
- Mangora woytkowskii Levi, 2007
- Mangora yacupoi Levi, 2007
- Mangora yungas Levi, 2007
- Mangora zepol Levi, 2007
- Mangora zona Levi, 2007

## Manogea
Manogea Levi, 1997
- Manogea gaira Levi, 1997
- Manogea porracea (C. L. Koch, 1838) *
- Manogea triforma Levi, 1997

## Mastophora
Mastophora Holmberg, 1876
- Mastophora abalosi Urtubey & Báez, 1983
- Mastophora alachua Levi, 2003
- Mastophora alvareztoroi Ibarra & Jiménez, 2003
- Mastophora apalachicola Levi, 2003
- Mastophora archeri Gertsch, 1955
- Mastophora bisaccata (Emerton, 1884)
- Mastophora brescoviti Levi, 2003
- Mastophora caesariata Eberhard & Levi, 2006
- Mastophora carpogaster Mello-Leitão, 1925
- Mastophora catarina Levi, 2003
- Mastophora comma Báez & Urtubey, 1985
- Mastophora conica Levi, 2006
- Mastophora conifera (Holmberg, 1876)
- Mastophora cornigera (Hentz, 1850)
- Mastophora corpulenta (Banks, 1898)
- Mastophora corumbatai Levi, 2003
- Mastophora cranion Mello-Leitão, 1928
- Mastophora diablo Levi, 2003
- Mastophora dizzydeani Eberhard, 1981
- Mastophora escomeli Levi, 2003
- Mastophora extraordinaria Holmberg, 1876 *
- Mastophora fasciata Reimoser, 1939
- Mastophora felda Levi, 2003
- Mastophora felis Piza, 1976
- Mastophora gasteracanthoides (Nicolet, 1849)
- Mastophora haywardi Birabén, 1946
- Mastophora holmbergi Canals, 1931
- Mastophora hutchinsoni Gertsch, 1955
- Mastophora lara Levi, 2003
- Mastophora leucabulba (Gertsch, 1955)
- Mastophora leucacantha (Simon, 1897)
- Mastophora longiceps Mello-Leitão, 1940
- Mastophora melloleitaoi Canals, 1931
- Mastophora obtusa Mello-Leitão, 1936
- Mastophora pesqueiro Levi, 2003
- Mastophora phrynosoma Gertsch, 1955
- Mastophora pickeli Mello-Leitão, 1931
- Mastophora piras Levi, 2003
- Mastophora rabida Levi, 2003
- Mastophora reimoseri Levi, 2003
- Mastophora satan Canals, 1931
- Mastophora satsuma Levi, 2003
- Mastophora seminole Levi, 2003
- Mastophora soberiana Levi, 2003
- Mastophora stowei Levi, 2003
- Mastophora timuqua Levi, 2003
- Mastophora vaquera Gertsch, 1955
- Mastophora yacare Levi, 2003
- Mastophora yeargani Levi, 2003
- Mastophora ypiranga Levi, 2003

## Mecynogea
Mecynogea Simon, 1903
- Mecynogea apatzingan Levi, 1997
- Mecynogea bigibba Simon, 1903 *
- Mecynogea buique Levi, 1997
- Mecynogea chavona Levi, 1997
- Mecynogea erythromela (Holmberg, 1876)
- Mecynogea lemniscata (Walckenaer, 1842)
- Mecynogea martiana (Archer, 1958)
- Mecynogea ocosingo Levi, 1997
- Mecynogea sucre Levi, 1997

## Megaraneus
Megaraneus Lawrence, 1968
- Megaraneus gabonensis (Lucas, 1858) *

## Melychiopharis
Melychiopharis Simon, 1895
- Melychiopharis cynips Simon, 1895 *

## Metazygia
Metazygia F. O. P.-Cambridge, 1904
- Metazygia adisi Levi, 1995
- Metazygia aldela Levi, 1995
- Metazygia amalla Levi, 1995
- Metazygia arnoi Levi, 1995
- Metazygia atalaya Levi, 1995
- Metazygia atama Levi, 1995
- Metazygia bahama Levi, 1995
- Metazygia bahia Levi, 1995
- Metazygia barueri Levi, 1995
- Metazygia benella Levi, 1995
- Metazygia bolivia Levi, 1995
- Metazygia calix (Walckenaer, 1842)
- Metazygia carimagua Levi, 1995
- Metazygia carolinalis (Archer, 1951)
- Metazygia carrizal Levi, 1995
- Metazygia castaneoscutata (Simon, 1895)
- Metazygia cazeaca Levi, 1995
- Metazygia chenevo Levi, 1995
- Metazygia chicanna Levi, 1995
- Metazygia cienaga Levi, 1995
- Metazygia corima Levi, 1995
- Metazygia corumba Levi, 1995
- Metazygia crabroniphila Strand, 1916
- Metazygia crewi (Banks, 1903)
- Metazygia cunha Levi, 1995
- Metazygia curari Levi, 1995
- Metazygia dubia (Keyserling, 1864)
- Metazygia ducke Levi, 1995
- Metazygia enabla Levi, 1995
- Metazygia erratica (Keyserling, 1883)
- Metazygia floresta Levi, 1995
- Metazygia genaro Levi, 1995
- Metazygia genialis (Keyserling, 1892)
- Metazygia goeldii Levi, 1995
- Metazygia gregalis (O. P.-Cambridge, 1889)
- Metazygia ikuruwa Levi, 1995
- Metazygia incerta (O. P.-Cambridge, 1889)
- Metazygia ipago Levi, 1995
- Metazygia ipanga Levi, 1995
- Metazygia isabelae Levi, 1995
- Metazygia ituari Levi, 1995
- Metazygia jamari Levi, 1995
- Metazygia keyserlingi Banks, 1929
- Metazygia lagiana Levi, 1995
- Metazygia laticeps (O. P.-Cambridge, 1889)
- Metazygia lazepa Levi, 1995
- Metazygia levii Santos, 2003
- Metazygia limonal Levi, 1995
- Metazygia lopez Levi, 1995
- Metazygia loque Levi, 1995
- Metazygia manu Levi, 1995
- Metazygia mariahelenae Levi, 1995
- Metazygia matanzas Levi, 1995
- Metazygia moldira Levi, 1995
- Metazygia mundulella (Strand, 1916)
- Metazygia nigrocincta (F. O. P.-Cambridge, 1904)
- Metazygia nobas Levi, 1995
- Metazygia octama Levi, 1995
- Metazygia oro Levi, 1995
- Metazygia pallidula (Keyserling, 1864)
- Metazygia paquisha Levi, 1995
- Metazygia pastaza Levi, 1995
- Metazygia patiama Levi, 1995
- Metazygia peckorum Levi, 1995
- Metazygia pimentel Levi, 1995
- Metazygia redfordi Levi, 1995
- Metazygia rogenhoferi (Keyserling, 1878)
- Metazygia rothi Levi, 1995
- Metazygia samiria Levi, 1995
- Metazygia saturnino Levi, 1995
- Metazygia sendero Levi, 1995
- Metazygia serian Levi, 1995
- Metazygia silvestris (Bryant, 1942)
- Metazygia souza Levi, 1995
- Metazygia taman Levi, 1995
- Metazygia tanica Levi, 1995
- Metazygia tapa Levi, 1995
- Metazygia uma Levi, 1995
- Metazygia uraricoera Levi, 1995
- Metazygia uratron Levi, 1995
- Metazygia valentim Levi, 1995
- Metazygia vaupes Levi, 1995
- Metazygia vaurieorum Levi, 1995
- Metazygia viriosa (Keyserling, 1892)
- Metazygia voluptifica (Keyserling, 1892)
- Metazygia voxanta Levi, 1995
- Metazygia wittfeldae (McCook, 1894) *
- Metazygia yobena Levi, 1995
- Metazygia yucumo Levi, 1995
- Metazygia zilloides (Banks, 1898)

## Metepeira
Metepeira F. O. P.-Cambridge, 1903
- Metepeira arizonica Chamberlin & Ivie, 1942
- Metepeira atascadero Piel, 2001
- Metepeira bengryi (Archer, 1958)
- Metepeira brunneiceps Caporiacco, 1954
- Metepeira cajabamba Piel, 2001
- Metepeira calamuchita Piel, 2001
- Metepeira celestun Piel, 2001
- Metepeira chilapae Chamberlin & Ivie, 1936
- Metepeira comanche Levi, 1977
- Metepeira compsa (Chamberlin, 1916)
- Metepeira crassipes Chamberlin & Ivie, 1942
- Metepeira datona Chamberlin & Ivie, 1942
- Metepeira desenderi Baert, 1987
- Metepeira foxi Gertsch & Ivie, 1936
- Metepeira galatheae (Thorell, 1891)
- Metepeira glomerabilis (Keyserling, 1892)
- Metepeira gosoga Chamberlin & Ivie, 1935
- Metepeira grandiosa Chamberlin & Ivie, 1941
- Metepeira gressa (Keyserling, 1892)
- Metepeira inca Piel, 2001
- Metepeira incrassata F. O. P.-Cambridge, 1903
- Metepeira jamaicensis Archer, 1958
- Metepeira karkii (Tullgren, 1901)
- Metepeira labyrinthea (Hentz, 1847)
- Metepeira lacandon Piel, 2001
- Metepeira lima Chamberlin & Ivie, 1942
- Metepeira maya Piel, 2001
- Metepeira minima Gertsch, 1936
- Metepeira nigriventris (Taczanowski, 1878)
- Metepeira olmec Piel, 2001
- Metepeira pacifica Piel, 2001
- Metepeira palustris Chamberlin & Ivie, 1942
- Metepeira petatlan Piel, 2001
- Metepeira pimungan Piel, 2001
- Metepeira rectangula (Nicolet, 1849)
- Metepeira revillagigedo Piel, 2001
- Metepeira roraima Piel, 2001
- Metepeira spinipes F. O. P.-Cambridge, 1903 *
- Metepeira tarapaca Piel, 2001
- Metepeira triangularis (Franganillo, 1930)
- Metepeira uncata F. O. P.-Cambridge, 1903
- Metepeira ventura Chamberlin & Ivie, 1942
- Metepeira vigilax (Keyserling, 1893)
- Metepeira ypsilonota Mello-Leitão, 1940

## Micrathena
Micrathena Sundevall, 1833
- Micrathena acuta (Walckenaer, 1842)
- Micrathena agriliformis (Taczanowski, 1879)
- Micrathena alvarengai Levi, 1985
- Micrathena anchicaya Levi, 1985
- Micrathena annulata Reimoser, 1917
- Micrathena armigera (C. L. Koch, 1837)
- Micrathena atuncela Levi, 1985
- Micrathena balzapamba Levi, 1985
- Micrathena bananal Levi, 1985
- Micrathena banksi Levi, 1985
- Micrathena bicolor (Keyserling, 1864)
- Micrathena bifida (Taczanowski, 1879)
- Micrathena bimucronata (O. P.-Cambridge, 1899)
- Micrathena bogota Levi, 1985
- Micrathena brevipes (O. P.-Cambridge, 1890)
- Micrathena brevispina (Keyserling, 1864)
- Micrathena cicuta Gonzaga & Santos, 2004
- Micrathena clypeata (Walckenaer, 1805) *
- Micrathena coca Levi, 1985
- Micrathena coroico Levi, 1985
- Micrathena crassa (Keyserling, 1864)
- Micrathena crassispina (C. L. Koch, 1836)
- Micrathena cubana (Banks, 1909)
- Micrathena cyanospina (Lucas, 1835)
- Micrathena decorata Chickering, 1960
- Micrathena digitata (C. L. Koch, 1839)
- Micrathena donaldi Chickering, 1961
- Micrathena duodecimspinosa (O. P.-Cambridge, 1890)
- Micrathena elongata (Keyserling, 1864)
- Micrathena embira Levi, 1985
- Micrathena evansi Chickering, 1960
- Micrathena excavata (C. L. Koch, 1836)
- Micrathena exlinae Levi, 1985
- Micrathena fidelis (Banks, 1909)
- Micrathena fissispina (C. L. Koch, 1836)
- Micrathena flaveola (Perty, 1839)
- Micrathena forcipata (Thorell, 1859)
  - Micrathena forcipata argentata Franganillo, 1930
- Micrathena funebris (Marx, 1898)
- Micrathena furcata (Hahn, 1822)
- Micrathena furcula (O. P.-Cambridge, 1890)
- Micrathena furva (Keyserling, 1892)
- Micrathena gaujoni Simon, 1897
- Micrathena glyptogonoides Levi, 1985
- Micrathena gracilis (Walckenaer, 1805)
- Micrathena guanabara Levi, 1985
- Micrathena guayas Levi, 1985
- Micrathena guerini (Keyserling, 1864)
- Micrathena gurupi Levi, 1985
- Micrathena hamifera Simon, 1897
- Micrathena horrida (Taczanowski, 1873)
  - Micrathena horrida tuberculata Franganillo, 1930
- Micrathena huanuco Levi, 1985
- Micrathena jundiai Levi, 1985
- Micrathena kirbyi (Perty, 1833)
- Micrathena kochalkai Levi, 1985
- Micrathena lata Chickering, 1960
- Micrathena lenca Levi, 1985
- Micrathena lepidoptera Mello-Leitão, 1941
- Micrathena lindenbergi Mello-Leitão, 1940
- Micrathena lucasi (Keyserling, 1864)
- Micrathena macfarlanei Chickering, 1961
- Micrathena margerita Levi, 1985
- Micrathena marta Levi, 1985
- Micrathena miles Simon, 1895
- Micrathena militaris (Fabricius, 1775)
- Micrathena mitrata (Hentz, 1850)
- Micrathena molesta Chickering, 1961
- Micrathena nigrichelis Strand, 1908
- Micrathena ornata Mello-Leitão, 1932
- Micrathena parallela (O. P.-Cambridge, 1890)
- Micrathena patruelis (C. L. Koch, 1839)
- Micrathena peregrinatorum (Holmberg, 1883)
- Micrathena petrunkevitchi Levi, 1985
- Micrathena pichincha Levi, 1985
- Micrathena pilaton Levi, 1985
- Micrathena plana (C. L. Koch, 1836)
- Micrathena pungens (Walckenaer, 1842)
- Micrathena pupa Simon, 1897
- Micrathena quadriserrata F. O. P.-Cambridge, 1904
- Micrathena raimondi (Taczanowski, 1879)
- Micrathena reali Levi, 1985
- Micrathena reimoseri Mello-Leitão, 1935
- Micrathena rubicundula (Keyserling, 1864)
- Micrathena rufopunctata (Butler, 1873)
- Micrathena saccata (C. L. Koch, 1836)
- Micrathena sagittata (Walckenaer, 1842)
- Micrathena schenkeli Mello-Leitão, 1939
- Micrathena schreibersi (Perty, 1833)
- Micrathena sexspinosa (Hahn, 1822)
- Micrathena shealsi Chickering, 1960
- Micrathena similis Bryant, 1945
- Micrathena soaresi Levi, 1985
- Micrathena spinosa (Linnaeus, 1758)
- Micrathena spinulata F. O. P.-Cambridge, 1904
- Micrathena spitzi Mello-Leitão, 1932
- Micrathena striata F. O. P.-Cambridge, 1904
- Micrathena stuebeli (Karsch, 1886)
- Micrathena swainsoni (Perty, 1833)
- Micrathena teresopolis Levi, 1985
- Micrathena triangularis (C. L. Koch, 1836)
- Micrathena triangularispinosa (De Geer, 1778)
- Micrathena triserrata F. O. P.-Cambridge, 1904
- Micrathena tziscao Levi, 1985
- Micrathena ucayali Levi, 1985
- Micrathena vigorsi (Perty, 1833)
- Micrathena zilchi Kraus, 1955

## Micrepeira
Micrepeira Schenkel, 1953
- Micrepeira albomaculata Schenkel, 1953 *
- Micrepeira fowleri Levi, 1995
- Micrepeira hoeferi Levi, 1995
- Micrepeira pachitea Levi, 1995
- Micrepeira smithae Levi, 1995
- Micrepeira tubulofaciens (Hingston, 1932)
- Micrepeira velso Levi, 1995

## Micropoltys
Micropoltys Kulczyn'ski, 1911
- Micropoltys placenta Kulczyn'ski, 1911 *

## Milonia
Milonia Thorell, 1890
- Milonia albula O. P.-Cambridge, 1899
- Milonia brevipes Thorell, 1890 *
- Milonia hexastigma (Hasselt, 1882)
- Milonia obtusa Thorell, 1892
- Milonia singaeformis (Hasselt, 1882)
- Milonia tomosceles Thorell, 1895
- Milonia trifasciata Thorell, 1890

## Molinaranea
Molinaranea Mello-Leitão, 1940
- Molinaranea clymene (Nicolet, 1849)
- Molinaranea fernandez Levi, 2001
- Molinaranea magellanica (Walckenaer, 1847) *
- Molinaranea mammifera (Tullgren, 1902)
- Molinaranea phaethontis (Simon, 1896)
- Molinaranea surculorum (Simon, 1896)
- Molinaranea vildav Levi, 2001

## Nemoscolus
Nemoscolus Simon, 1895
- Nemoscolus affinis Lessert, 1933
- Nemoscolus caudifer Strand, 1906
- Nemoscolus cotti Lessert, 1933
- Nemoscolus elongatus Lawrence, 1947
- Nemoscolus kolosvaryi Caporiacco, 1947
- Nemoscolus lateplagiatis Simon, 1907
- Nemoscolus laurae (Simon, 1868) *
- Nemoscolus niger Caporiacco, 1936
- Nemoscolus obscurus Simon, 1897
- Nemoscolus rectifrons Roewer, 1961
- Nemoscolus semilugens Denis, 1966
- Nemoscolus tubicola (Simon, 1887)
- Nemoscolus turricola Berland, 1933
- Nemoscolus vigintipunctatus Simon, 1897
- Nemoscolus waterloti Berland, 1920

## Nemosinga
Nemosinga Caporiacco, 1947
- Nemosinga atra Caporiacco, 1947 *
  - Nemosinga atra bimaculata Caporiacco, 1947
- Nemosinga strandi Caporiacco, 1947

## Nemospiza
Nemospiza Simon, 1903
- Nemospiza conspicillata Simon, 1903 *

## Neoarchemorus
Neoarchemorus Mascord, 1968
- Neoarchemorus speechleyi Mascord, 1968 *

## Neogea
Neogea Levi, 1983
- Neogea egregia (Kulczyn'ski, 1911) *
- Neogea nocticolor (Thorell, 1887)
- Neogea yunnanensis Yin et al., 1990

## Neoscona
Neoscona Simon, 1864
- Neoscona achine (Simon, 1906)
- Neoscona adianta (Walckenaer, 1802)
  - Neoscona adianta persecta (Schenkel, 1936)
- Neoscona alberti (Strand, 1913)
- Neoscona albertoi Barrion-Dupo, 2008
- Neoscona aldinei Barrion-Dupo, 2008
- Neoscona amamiensis Tanikawa, 1998
- Neoscona ampoyae Barrion-Dupo, 2008
- Neoscona angulatula (Schenkel, 1937)
- Neoscona arabesca (Walckenaer, 1842) *
- Neoscona bengalensis Tikader & Bal, 1981
- Neoscona bihumpi Patel, 1988
- Neoscona biswasi Bhandari & Gajbe, 2001
- Neoscona blondeli (Simon, 1886)
- Neoscona bomdilaensis Biswas & Biswas, 2006
- Neoscona bucheti (Lessert, 1930)
  - Neoscona bucheti avakubiensis (Lessert, 1930)
  - Neoscona bucheti flexuosa (Lessert, 1930)
- Neoscona byzanthina (Pavesi, 1876)
- Neoscona cereolella (Strand, 1907)
  - Neoscona cereolella setaceola (Strand, 1913)
- Neoscona cheesmanae (Berland, 1938)
- Neoscona chiarinii (Pavesi, 1883)
- Neoscona chrysanthusi Tikader & Bal, 1981
- Neoscona crucifera (Lucas, 1838)
- Neoscona dhruvai Patel & Nigam, 1994
- Neoscona dhumani Patel & Reddy, 1993
- Neoscona domiciliorum (Hentz, 1847)
- Neoscona dostinikea Barrion & Litsinger, 1995
- Neoscona dyali Gajbe, 2004
- Neoscona facundoi Barrion-Dupo, 2008
- Neoscona goliath (Benoit, 1963)
- Neoscona hirta (C. L. Koch, 1844)
- Neoscona holmi (Schenkel, 1953)
- Neoscona jinghongensis Yin et al., 1990
- Neoscona kisangani Grasshoff, 1986
- Neoscona kivuensis Grasshoff, 1986
- Neoscona kunmingensis Yin et al., 1990
- Neoscona lactea (Saito, 1933)
- Neoscona leucaspis (Schenkel, 1963)
- Neoscona lipana Barrion-Dupo, 2008
- Neoscona lotan Levy, 2007
- Neoscona maculaticeps (L. Koch, 1871)
- Neoscona marcanoi Levi, 1993
- Neoscona melloteei (Simon, 1895)
- Neoscona menghaiensis Yin et al., 1990
- Neoscona molemensis Tikader & Bal, 1981
- Neoscona moreli (Vinson, 1863)
- Neoscona mukerjei Tikader, 1980
- Neoscona multiplicans (Chamberlin, 1924)
- Neoscona murthyi Patel & Reddy, 1990
- Neoscona nautica (L. Koch, 1875)
- Neoscona novella (Simon, 1907)
- Neoscona oaxacensis (Keyserling, 1864)
- Neoscona odites (Simon, 1906)
- Neoscona oriemindoroana Barrion & Litsinger, 1995
- Neoscona orientalis (Urquhart, 1887)
- Neoscona orizabensis F. O. P.-Cambridge, 1904
- Neoscona parambikulamensis Patel, 2003
- Neoscona pavida (Simon, 1906)
- Neoscona penicillipes (Karsch, 1879)
- Neoscona platnicki Gajbe & Gajbe, 2001
- Neoscona plebeja (L. Koch, 1871)
- Neoscona polyspinipes Yin et al., 1990
- Neoscona pratensis (Hentz, 1847)
- Neoscona pseudonautica Yin et al., 1990
- Neoscona pseudoscylla (Schenkel, 1953)
- Neoscona punctigera (Doleschall, 1857)
- Neoscona quadrigibbosa Grasshoff, 1986
- Neoscona quincasea Roberts, 1983
- Neoscona rapta (Thorell, 1899)
- Neoscona raydakensis Saha et al., 1995
- Neoscona rufipalpis (Lucas, 1858)
  - Neoscona rufipalpis buettnerana (Strand, 1908)
- Neoscona sanghi Gajbe, 2004
- Neoscona sanjivani Gajbe, 2004
- Neoscona scylla (Karsch, 1879)
- Neoscona scylloides (Bösenberg & Strand, 1906)
- Neoscona semilunaris (Karsch, 1879)
- Neoscona shillongensis Tikader & Bal, 1981
- Neoscona simoni Grasshoff, 1986
- Neoscona sinhagadensis (Tikader, 1975)
- Neoscona sodom Levy, 1998
- Neoscona stanleyi (Lessert, 1930)
- Neoscona subfusca (C. L. Koch, 1837)
  - Neoscona subfusca alboplagiata Caporiacco, 1947
  - Neoscona subfusca pallidior Thorell, 1899
- Neoscona subpullata (Bösenberg & Strand, 1906)
- Neoscona tedgenica (Bakhvalov, 1978)
- Neoscona theisi (Walckenaer, 1842)
  - Neoscona theisi carbonaria (Simon, 1909)
  - Neoscona theisi feisiana (Strand, 1911)
  - Neoscona theisi savesi (Simon, 1880)
  - Neoscona theisi theisiella (Tullgren, 1910)
  - Neoscona theisi triangulifera (Thorell, 1878)
- Neoscona tianmenensis Yin et al., 1990
- Neoscona triangula (Keyserling, 1864)
  - Neoscona triangula mensamontella (Strand, 1907)
- Neoscona triramusa Yin & Zhao, 1994
- Neoscona ujavalai Reddy & Patel, 1992
- Neoscona usbonga Barrion & Litsinger, 1995
- Neoscona utahana (Chamberlin, 1919)
- Neoscona vigilans (Blackwall, 1865)
- Neoscona xishanensis Yin et al., 1990
- Neoscona yadongensis Yin et al., 1990
- Neoscona yptinika Barrion & Litsinger, 1995

## Nicolepeira
Nicolepeira Levi, 2001
- Nicolepeira bicaudata (Nicolet, 1849)
- Nicolepeira flavifrons (Nicolet, 1849) *
- Nicolepeira transversalis (Nicolet, 1849)

## Novakiella
Novakiella Court & Forster, 1993
- Novakiella trituberculosa (Roewer, 1942) *

## Novaranea
Novaranea Court & Forster, 1988
- Novaranea queribunda (Keyserling, 1887) *

## Nuctenea
Nuctenea Simon, 1864
- Nuctenea cedrorum (Simon, 1929)
- Nuctenea silvicultrix (C. L. Koch, 1835)
- Nuctenea umbratica (Clerck, 1757) *
  - Nuctenea umbratica nigricans (Franganillo, 1909)
  - Nuctenea umbratica obscura (Franganillo, 1909)

## Ocrepeira
Ocrepeira Marx, 1883
- Ocrepeira abiseo Levi, 1993
- Ocrepeira albopunctata (Taczanowski, 1879)
- Ocrepeira anta Levi, 1993
- Ocrepeira aragua Levi, 1993
- Ocrepeira arturi Levi, 1993
- Ocrepeira atuncela Levi, 1993
- Ocrepeira barbara Levi, 1993
- Ocrepeira bispinosa (Mello-Leitão, 1945)
- Ocrepeira branta Levi, 1993
- Ocrepeira camaca Levi, 1993
- Ocrepeira comaina Levi, 1993
- Ocrepeira covillei Levi, 1993
- Ocrepeira cuy Levi, 1993
- Ocrepeira darlingtoni (Bryant, 1945)
- Ocrepeira duocypha (Chamberlin, 1916)
- Ocrepeira ectypa (Walckenaer, 1842) *
- Ocrepeira fiebrigi (Dahl, 1906)
- Ocrepeira galianoae Levi, 1993
- Ocrepeira georgia (Levi, 1976)
- Ocrepeira gima Levi, 1993
- Ocrepeira globosa (F. O. P.-Cambridge, 1904)
- Ocrepeira gnomo (Mello-Leitão, 1943)
- Ocrepeira gulielmi Levi, 1993
- Ocrepeira heredia Levi, 1993
- Ocrepeira herrera Levi, 1993
- Ocrepeira hirsuta (Mello-Leitão, 1942)
- Ocrepeira hondura Levi, 1993
- Ocrepeira incerta (Bryant, 1936)
- Ocrepeira ituango Levi, 1993
- Ocrepeira jacara Levi, 1993
- Ocrepeira jamora Levi, 1993
- Ocrepeira klossi Levi, 1993
- Ocrepeira lapeza Levi, 1993
- Ocrepeira lisei Levi, 1993
- Ocrepeira lurida (Mello-Leitão, 1943)
- Ocrepeira macaiba Levi, 1993
- Ocrepeira macintyrei Levi, 1993
- Ocrepeira magdalena Levi, 1993
- Ocrepeira malleri Levi, 1993
- Ocrepeira maltana Levi, 1993
- Ocrepeira maraca Levi, 1993
- Ocrepeira mastophoroides (Mello-Leitão, 1942)
- Ocrepeira molle Levi, 1993
- Ocrepeira pedregal Levi, 1993
- Ocrepeira pinhal Levi, 1993
- Ocrepeira pista Levi, 1993
- Ocrepeira planada Levi, 1993
- Ocrepeira potosi Levi, 1993
- Ocrepeira redempta (Gertsch & Mulaik, 1936)
- Ocrepeira redondo Levi, 1993
- Ocrepeira rufa (O. P.-Cambridge, 1889)
- Ocrepeira saladito Levi, 1993
- Ocrepeira serrallesi (Bryant, 1947)
- Ocrepeira sorota Levi, 1993
- Ocrepeira steineri Levi, 1993
- Ocrepeira subrufa (F. O. P.-Cambridge, 1904)
- Ocrepeira tinajillas Levi, 1993
- Ocrepeira tumida (Keyserling, 1865)
- Ocrepeira tungurahua Levi, 1993
- Ocrepeira valderramai Levi, 1993
- Ocrepeira venustula (Keyserling, 1879)
- Ocrepeira verecunda (Keyserling, 1865)
- Ocrepeira viejo Levi, 1993
- Ocrepeira willisi Levi, 1993
- Ocrepeira yaelae Levi, 1993
- Ocrepeira yucatan Levi, 1993

## Ordgarius
Ordgarius Keyserling, 1886
- Ordgarius acanthonotus (Simon, 1909)
- Ordgarius bicolor Pocock, 1899
- Ordgarius clypeatus Simon, 1897
- Ordgarius ephippiatus Thorell, 1898
- Ordgarius furcatus (O. P.-Cambridge, 1877)
  - Ordgarius furcatus distinctus (Rainbow, 1900)
- Ordgarius hexaspinus Saha & Raychaudhuri, 2004
- Ordgarius hobsoni (O. P.-Cambridge, 1877)
- Ordgarius magnificus (Rainbow, 1897)
- Ordgarius monstrosus Keyserling, 1886 *
- Ordgarius pustulosus Thorell, 1897
- Ordgarius sexspinosus (Thorell, 1894)

## Paralarinia
Paralarinia Grasshoff, 1970
- Paralarinia agnata Grasshoff, 1970
- Paralarinia bartelsi (Lessert, 1933)
- Paralarinia denisi (Lessert, 1938) *
- Paralarinia incerta (Tullgren, 1910)

## Paraplectana
Paraplectana Brito Capello, 1867
- Paraplectana coccinella (Thorell, 1890)
- Paraplectana duodecimmaculata Simon, 1897
- Paraplectana hemisphaerica (C. L. Koch, 1844)
- Paraplectana japonica Bösenberg & Strand, 1906
- Paraplectana kittenbergeri Caporiacco, 1947
- Paraplectana multimaculata Thorell, 1899
- Paraplectana sakaguchii Uyemura, 1938
- Paraplectana thorntoni (Blackwall, 1865) *
  - Paraplectana thorntoni occidentalis Strand, 1916
- Paraplectana tsushimensis Yamaguchi, 1960
- Paraplectana walleri (Blackwall, 1865)
  - Paraplectana walleri ashantensis Strand, 1907

## Paraplectanoides
Paraplectanoides Keyserling, 1886
- Paraplectanoides ceruleus Simon, 1908
- Paraplectanoides crassipes Keyserling, 1886 *
- Paraplectanoides kochi (O. P.-Cambridge, 1877)

## Pararaneus
Pararaneus Caporiacco, 1940
- Pararaneus cyrtoscapus (Pocock, 1898) *
- Pararaneus perforatus (Thorell, 1899)
- Pararaneus pseudostriatus (Strand, 1908)
- Pararaneus spectator (Karsch, 1885)
- Pararaneus uncivulva (Strand, 1907)

## Parawixia
Parawixia F. O. P.-Cambridge, 1904
- Parawixia acapulco Levi, 1992
- Parawixia audax (Blackwall, 1863)
- Parawixia barbacoas Levi, 1992
- Parawixia bistriata (Rengger, 1836)
- Parawixia casa Levi, 1992
- Parawixia chubut Levi, 2001
- Parawixia dehaani (Doleschall, 1859)
  - Parawixia dehaani octopunctigera (Strand, 1911)
  - Parawixia dehaani pygituberculata (Strand, 1911)
  - Parawixia dehaani quadripunctigera (Strand, 1911)
- Parawixia destricta (O. P.-Cambridge, 1889) *
- Parawixia divisoria Levi, 1992
- Parawixia guatemalensis (O. P.-Cambridge, 1889)
- Parawixia honesta (O. P.-Cambridge, 1899)
- Parawixia hoxaea (O. P.-Cambridge, 1889)
- Parawixia hypocrita (O. P.-Cambridge, 1889)
- Parawixia inopinata Camargo, 1950
- Parawixia kochi (Taczanowski, 1873)
- Parawixia maldonado Levi, 1992
- Parawixia matiapa Levi, 1992
- Parawixia monticola (Keyserling, 1892)
- Parawixia nesophila Chamberlin & Ivie, 1936
- Parawixia ouro Levi, 1992
- Parawixia porvenir Levi, 1992
- Parawixia rigida (O. P.-Cambridge, 1889)
- Parawixia rimosa (Keyserling, 1892)
- Parawixia tarapoa Levi, 1992
- Parawixia tomba Levi, 1992
- Parawixia tredecimnotata F. O. P.-Cambridge, 1904
- Parawixia undulata (Keyserling, 1892)
- Parawixia velutina (Taczanowski, 1878)

## Parazygiella
Parazygiella Wunderlich, 2004
- Parazygiella carpenteri (Archer, 1951)
- Parazygiella dispar (Kulczyn'ski, 1885)
- Parazygiella montana (C. L. Koch, 1834) *

## Parmatergus
Parmatergus Emerit, 1994
- Parmatergus coccinelloides Emerit, 1994 *
  - Parmatergus coccinelloides ambrae Emerit, 1994
- Parmatergus lens Emerit, 1994

## Pasilobus
Pasilobus Simon, 1895
- Pasilobus antongilensis Emerit, 2000
- Pasilobus bufoninus (Simon, 1867) *
- Pasilobus capuroni Emerit, 2000
- Pasilobus conohumeralis (Hasselt, 1894)
- Pasilobus hupingensis Yin, Bao & Kim, 2001
- Pasilobus insignis O. P.-Cambridge, 1908
- Pasilobus kotigeharus Tikader, 1963
- Pasilobus laevis Lessert, 1930
- Pasilobus lunatus Simon, 1897
- Pasilobus mammatus Pocock, 1898
- Pasilobus mammosus (Pocock, 1899)
- Pasilobus nigrohumeralis (Hasselt, 1882)

## Perilla
Perilla Thorell, 1895
- Perilla teres Thorell, 1895 *

## Pherenice
Pherenice Thorell, 1899
- Pherenice tristis Thorell, 1899 *

## Phonognatha
Phonognatha Simon, 1894
- Phonognatha graeffei (Keyserling, 1865) *
  - Phonognatha graeffei neocaledonica Berland, 1924
- Phonognatha guanga Barrion & Litsinger, 1995
- Phonognatha joannae Berland, 1924
- Phonognatha melania (L. Koch, 1871)
- Phonognatha melanopyga (L. Koch, 1871)
- Phonognatha pallida (Dalmas, 1917)
- Phonognatha vicitra Sherriffs, 1928

## Pitharatus
Pitharatus Simon, 1895
- Pitharatus junghuhni (Doleschall, 1859) *

## Poecilarcys
Poecilarcys Simon, 1895
- Poecilarcys ditissimus (Simon, 1885) *

## Poecilopachys
Poecilopachys Simon, 1895
- Poecilopachys australasia (Griffith & Pidgeon, 1833) *
- Poecilopachys jenningsi (Rainbow, 1899)
- Poecilopachys minutissima Chrysanthus, 1971
- Poecilopachys speciosa (L. Koch, 1872)
- Poecilopachys verrucosa (L. Koch, 1871)

## Poltys
Poltys C. L. Koch, 1843
- Poltys acuminatus Thorell, 1898
- Poltys apiculatus Thorell, 1892
- Poltys baculiger Simon, 1907
- Poltys bhabanii (Tikader, 1970)
- Poltys bhavnagarensis Patel, 1988
- Poltys caelatus Simon, 1907
- Poltys columnaris Thorell, 1890
- Poltys corticosus Pocock, 1898
- Poltys dubius (Walckenaer, 1842)
- Poltys elevatus Thorell, 1890
- Poltys fornicatus Simon, 1907
- Poltys frenchi Hogg, 1899
- Poltys furcifer Simon, 1881
- Poltys godrejii Bastawade & Khandal, 2006
- Poltys grayi Smith, 2006
- Poltys horridus Locket, 1980
- Poltys idae (Ausserer, 1871)
- Poltys illepidus C. L. Koch, 1843 *
- Poltys jujorum Smith, 2006
- Poltys kochi Keyserling, 1864
- Poltys laciniosus Keyserling, 1886
- Poltys longitergus Hogg, 1919
- Poltys millidgei Smith, 2006
- Poltys monstrosus Simon, 1897
- Poltys mouhoti (Günther, 1862)
- Poltys nagpurensis Tikader, 1982
- Poltys nigrinus Saito, 1933
- Poltys noblei Smith, 2006
- Poltys pannuceus Thorell, 1895
- Poltys pogonias Thorell, 1891
- Poltys raphanus Thorell, 1898
- Poltys rehmanii Bastawade & Khandal, 2006
- Poltys reuteri Lenz, 1886
- Poltys squarrosus Thorell, 1898
- Poltys stygius Thorell, 1898
- Poltys timmeh Smith, 2006
- Poltys turriger Simon, 1897
- Poltys turritus Thorell, 1898
- Poltys unguifer Simon, 1909
- Poltys vesicularis Simon, 1889

## Pozonia
Pozonia Schenkel, 1953
- Pozonia andujari Alayón, 2007
- Pozonia bacillifera (Simon, 1897)
- Pozonia dromedaria (O. P.-Cambridge, 1893)
- Pozonia nigroventris (Bryant, 1936)

## Prasonica
Prasonica Simon, 1895
- Prasonica affinis Strand, 1906
- Prasonica albolimbata Simon, 1895 *
- Prasonica anarillea Roberts, 1983
- Prasonica hamata Thorell, 1899
- Prasonica insolens (Simon, 1909)
- Prasonica nigrotaeniata (Simon, 1909)
- Prasonica olivacea Strand, 1906
- Prasonica opaciceps (Simon, 1895)
- Prasonica plagiata (Dalmas, 1917)
- Prasonica seriata Simon, 1895

## Prasonicella
Prasonicella Grasshoff, 1971
- Prasonicella cavipalpis Grasshoff, 1971 *
- Prasonicella marsa Roberts, 1983

## Pronoides
Pronoides Schenkel, 1936
- Pronoides ampliabdominis Song, Zhang & Zhu, 2006
- Pronoides brunneus Schenkel, 1936 *

## Pronous
Pronous Keyserling, 1881
- Pronous affinis Simon, 1901
- Pronous beatus (O. P.-Cambridge, 1893)
- Pronous colon Levi, 1995
- Pronous felipe Levi, 1995
- Pronous golfito Levi, 1995
- Pronous intus Levi, 1995
- Pronous lancetilla Levi, 1995
- Pronous nigripes Caporiacco, 1947
- Pronous pance Levi, 1995
- Pronous peje Levi, 1995
- Pronous quintana Levi, 1995
- Pronous shanus Levi, 1995
- Pronous tetralobus Simon, 1895
- Pronous tuberculifer Keyserling, 1881 *
- Pronous valle Levi, 1995
- Pronous wixoides (Chamberlin & Ivie, 1936)

## Pseudartonis
Pseudartonis Simon, 1903
- Pseudartonis flavonigra Caporiacco, 1947
- Pseudartonis lobata Simon, 1909
- Pseudartonis occidentalis Simon, 1903 *
- Pseudartonis semicoccinea Simon, 1907

## Pseudopsyllo
Pseudopsyllo Strand, 1916
- Pseudopsyllo scutigera Strand, 1916 *

## Psyllo
Psyllo Thorell, 1899
- Psyllo nitida Thorell, 1899 *

## Pycnacantha
Pycnacantha Blackwall, 1865
- Pycnacantha dinteri Meise, 1932
- Pycnacantha echinotes Meise, 1932
- Pycnacantha fuscosa Simon, 1903
- Pycnacantha tribulus (Fabricius, 1781) *

## Rubrepeira
Rubrepeira Levi, 1992
- Rubrepeira rubronigra (Mello-Leitão, 1939) *

## Scoloderus
Scoloderus Simon, 1887
- Scoloderus ackerlyi Traw, 1996
- Scoloderus cordatus (Taczanowski, 1879) *
- Scoloderus gibber (O. P.-Cambridge, 1898)
- Scoloderus nigriceps (O. P.-Cambridge, 1895)
- Scoloderus tuberculifer (O. P.-Cambridge, 1889)

## Sedasta
Sedasta Simon, 1894
- Sedasta ferox Simon, 1894 *

## Singa
Singa C. L. Koch, 1836
- Singa albobivittata Caporiacco, 1947
- Singa albodorsata Kauri, 1950
- Singa alpigena Yin, Wang & Li, 1983
- Singa alpigenoides Song & Zhu, 1992
- Singa ammophila Levy, 2007
- Singa aussereri Thorell, 1873
- Singa bifasciata Schenkel, 1936
- Singa chota Tikader, 1970
- Singa concinna Karsch, 1884
- Singa cruciformis Yin, Peng & Wang, 1994
- Singa cyanea (Worley, 1928)
- Singa eugeni Levi, 1972
- Singa haddooensis Tikader, 1977
- Singa hamata (Clerck, 1757) *
  - Singa hamata melanocephala C. L. Koch, 1836
- Singa hilira Barrion & Litsinger, 1995
- Singa kansuensis Schenkel, 1936
- Singa keyserlingi McCook, 1894
- Singa lawrencei (Lessert, 1930)
- Singa leucoplagiata (Simon, 1899)
- Singa lucina (Audouin, 1826)
  - Singa lucina eburnea (Simon, 1929)
- Singa myrrhea (Simon, 1895)
- Singa neta (O. P.-Cambridge, 1872)
- Singa nitidula C. L. Koch, 1844
- Singa perpolita (Thorell, 1892)
- Singa semiatra L. Koch, 1867
- Singa simoniana Costa, 1885
- Singa theodori (Thorell, 1894)

## Singafrotypa
Singafrotypa Benoit, 1962
- Singafrotypa acanthopus (Simon, 1907) *
- Singafrotypa mandela Kuntner & Hormiga, 2002
- Singafrotypa okavango Kuntner & Hormiga, 2002

## Siwa
Siwa Grasshoff, 1970
- Siwa atomaria (O. P.-Cambridge, 1876) *
- Siwa dufouri (Simon, 1874)

## Spilasma
Spilasma Simon, 1897
- Spilasma baptistai Levi, 1995
- Spilasma duodecimguttata (Keyserling, 1879) *
- Spilasma utaca Levi, 1995

## Spinepeira
Spinepeira Levi, 1995
- Spinepeira schlingeri Levi, 1995 *

## Spintharidius
Spintharidius Simon, 1893
- Spintharidius rhomboidalis Simon, 1893 *
- Spintharidius viridis Franganillo, 1926

## Stroemiellus
Stroemiellus Wunderlich, 2004
- Stroemiellus stroemi (Thorell, 1870) *

## Taczanowskia
Taczanowskia Keyserling, 1879
- Taczanowskia mirabilis Simon, 1897
- Taczanowskia sextuberculata Keyserling, 1892
- Taczanowskia striata Keyserling, 1879 *
- Taczanowskia trilobata Simon, 1897

## Talthybia
Talthybia Thorell, 1898
- Talthybia depressa Thorell, 1898 *

## Tatepeira
Tatepeira Levi, 1995
- Tatepeira carrolli Levi, 1995
- Tatepeira itu Levi, 1995
- Tatepeira stadelmani Levi, 1995
- Tatepeira tatarendensis (Tullgren, 1905) *

## Telaprocera
Telaprocera Harmer & Framenau, 2008
- Telaprocera joanae Harmer & Framenau, 2008
- Telaprocera maudae Harmer & Framenau, 2008 *

## Testudinaria
Testudinaria Taczanowski, 1879
- Testudinaria bonaldoi Levi, 2005
- Testudinaria debsmithi Levi, 2005
- Testudinaria elegans Taczanowski, 1879
- Testudinaria geometrica Taczanowski, 1879 *
- Testudinaria gravatai Levi, 2005
- Testudinaria lemniscata (Simon, 1893)
- Testudinaria quadripunctata Taczanowski, 1879
- Testudinaria rosea (Mello-Leitão, 1945)
- Testudinaria unipunctata (Simon, 1893)

## Thelacantha
Thelacantha Hasselt, 1882
- Thelacantha brevispina (Doleschall, 1857) *

## Thorellina
Thorellina Berg, 1899
- Thorellina acuminata (Thorell, 1898) *
- Thorellina anepsia (Kulczyn'ski, 1911)

## Togacantha
Togacantha Dahl, 1914
- Togacantha nordviei (Strand, 1913) *

## Tukaraneus
Tukaraneus Barrion & Litsinger, 1995
- Tukaraneus mahabaeus Barrion & Litsinger, 1995 *
- Tukaraneus palawanensis Barrion & Litsinger, 1995
- Tukaraneus patulisus Barrion & Litsinger, 1995

## Umbonata
Umbonata Grasshoff, 1971
- Umbonata spinosissima (Tullgren, 1910) *

## Ursa
Ursa Simon, 1895
- Ursa flavovittata Simon, 1909
- Ursa lunula (Nicolet, 1849)
- Ursa pulchra Simon, 1895 *
- Ursa turbinata Simon, 1895
- Ursa vittigera Simon, 1895

## Verrucosa
Verrucosa McCook, 1888
- Verrucosa arenata (Walckenaer, 1842) *
- Verrucosa dimastophora Mello-Leitão, 1940
- Verrucosa furcifera (Keyserling, 1886)
- Verrucosa lampra (Soares & Camargo, 1948)
- Verrucosa meridionalis (Keyserling, 1892)
- Verrucosa septemmammata Caporiacco, 1954
- Verrucosa undecimvariolata (O. P.-Cambridge, 1889)
- Verrucosa zebra (Keyserling, 1892)

## Wagneriana
Wagneriana F. O. P.-Cambridge, 1904
- Wagneriana acrosomoides (Mello-Leitão, 1939)
- Wagneriana alma Levi, 1991
- Wagneriana atuna Levi, 1991
- Wagneriana bamba Levi, 1991
- Wagneriana carimagua Levi, 1991
- Wagneriana carinata F. O. P.-Cambridge, 1904
- Wagneriana cobella Levi, 1991
- Wagneriana eldorado Levi, 1991
- Wagneriana eupalaestra (Mello-Leitão, 1943)
- Wagneriana gavensis (Camargo, 1950)
- Wagneriana grandicornis Mello-Leitão, 1935
- Wagneriana hassleri Levi, 1991
- Wagneriana heteracantha (Mello-Leitão, 1943)
- Wagneriana huanca Levi, 1991
- Wagneriana iguape Levi, 1991
- Wagneriana jacaza Levi, 1991
- Wagneriana janeiro Levi, 1991
- Wagneriana jelskii (Taczanowski, 1873)
- Wagneriana juquia Levi, 1991
- Wagneriana lechuza Levi, 1991
- Wagneriana levii Pinto-da-Rocha & Buckup, 1995
- Wagneriana madrejon Levi, 1991
- Wagneriana maseta Levi, 1991
- Wagneriana neblina Levi, 1991
- Wagneriana neglecta (Mello-Leitão, 1939)
- Wagneriana pakitza Levi, 1991
- Wagneriana roraima Levi, 1991
- Wagneriana silvae Levi, 1991
- Wagneriana spicata (O. P.-Cambridge, 1889)
- Wagneriana taboga Levi, 1991
- Wagneriana taim Levi, 1991
- Wagneriana tauricornis (O. P.-Cambridge, 1889) *
- Wagneriana tayos Levi, 1991
- Wagneriana transitoria (C. L. Koch, 1839)
- Wagneriana turrigera Schenkel, 1953
- Wagneriana undecimtuberculata (Keyserling, 1865)
- Wagneriana uropygialis (Mello-Leitão, 1944)
- Wagneriana uzaga Levi, 1991
- Wagneriana vegas Levi, 1991
- Wagneriana vermiculata Mello-Leitão, 1949
- Wagneriana yacuma Levi, 1991

## Witica
Witica O. P.-Cambridge, 1895
- Witica alobatus (Franganillo, 1931)
- Witica cayanus (Taczanowski, 1873)
- Witica crassicaudus (Keyserling, 1865) *

## Wixia
Wixia O. P.-Cambridge, 1882
- Wixia abdominalis O. P.-Cambridge, 1882 *

## Xylethrus
Xylethrus Simon, 1895
- Xylethrus ameda Levi, 1996
- Xylethrus anomid Levi, 1996
- Xylethrus arawak Archer, 1965
- Xylethrus perlatus Simon, 1895
- Xylethrus scrupeus Simon, 1895
- Xylethrus superbus Simon, 1895 *

## Yaginumia
Yaginumia Archer, 1960
- Yaginumia sia (Strand, 1906) *

## Zealaranea
Zealaranea Court & Forster, 1988
- Zealaranea crassa (Walckenaer, 1842) *
- Zealaranea prina Court & Forster, 1988
- Zealaranea saxitalis (Urquhart, 1887)
- Zealaranea trinotata (Urquhart, 1890)

## Zilla
Zilla C. L. Koch, 1834
- Zilla conica Yin, Wang & Zhang, 1987
- Zilla crownia Yin, Xie & Bao, 1996
- Zilla diodia (Walckenaer, 1802) *
  - Zilla diodia embrikstrandi (Kolosváry, 1938)
- Zilla globosa Saha & Raychaudhuri, 2004
- Zilla qinghaiensis Hu, 2001

## Zygiella
Zygiella F. O. P.-Cambridge, 1902
- Zygiella atrica (C. L. Koch, 1845) *
- Zygiella calyptrata (Workman & Workman, 1894)
- Zygiella indica Tikader & Bal, 1980
- Zygiella keyserlingi (Ausserer, 1871)
- Zygiella kirgisica Bakhvalov, 1974
- Zygiella minima Schmidt, 1968
- Zygiella nearctica Gertsch, 1964
- Zygiella poriensis Levy, 1987
- Zygiella pulcherrima (Zawadsky, 1902)
- Zygiella shivui Patel & Reddy, 1990
- Zygiella x-notata (Clerck, 1757)
  - Zygiella x-notata chelata (Franganillo, 1909)
  - Zygiella x-notata percechelata (Franganillo, 1909)